# Lista gatunków z rodzaju jaskier
Lista gatunków z rodzaju jaskier Ranunculus – lista gatunków rodzaju roślin należącego do rodziny jaskrowatych (Ranunculaceae Juss.). Według bazy danych Plants of the World online do rodzaju należą 1662 gatunki (zweryfikowane do 2021 roku). Opublikowana w 2013 baza The Plant List w obrębie tego rodzaju wymieniała 413 gatunków zweryfikowanych, natomiast kolejnych 1941 taksonów miało status gatunków niepewnych.
Wykaz gatunków
- Ranunculus abbaianus Dunkel
- Ranunculus abchasicus Freyn

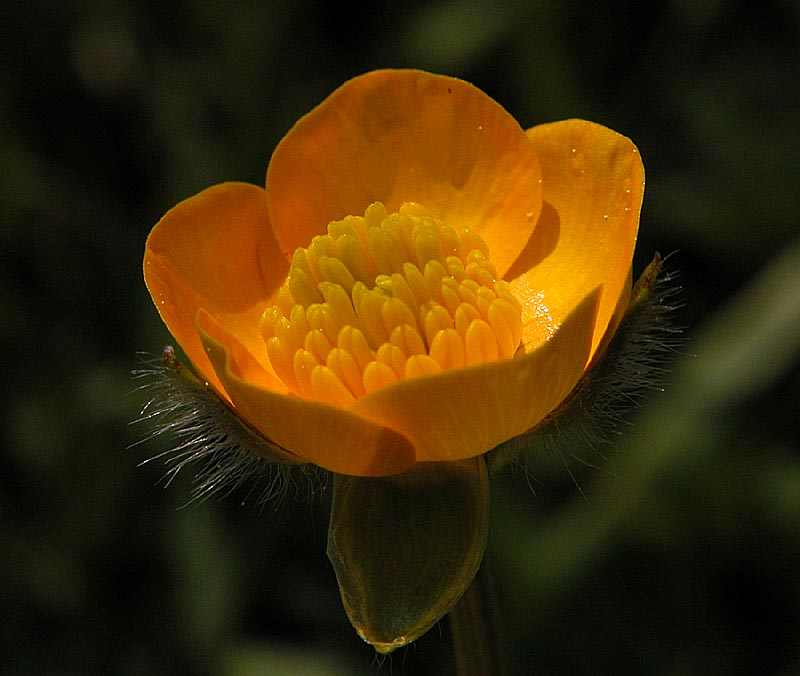
Ranunculus acris

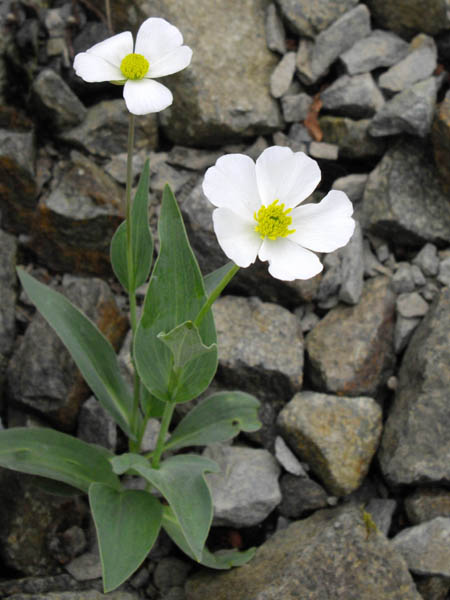
Ranunculus amplexicaulis

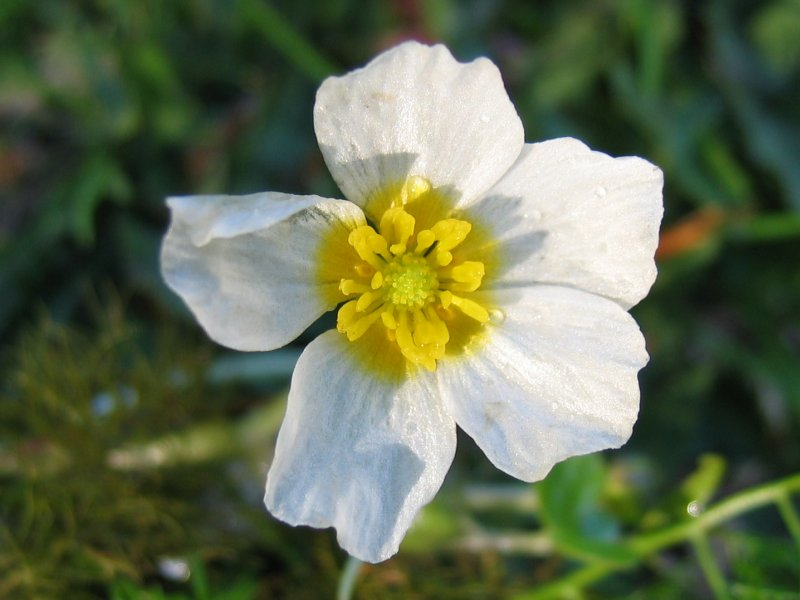
Ranunculus aquatilis

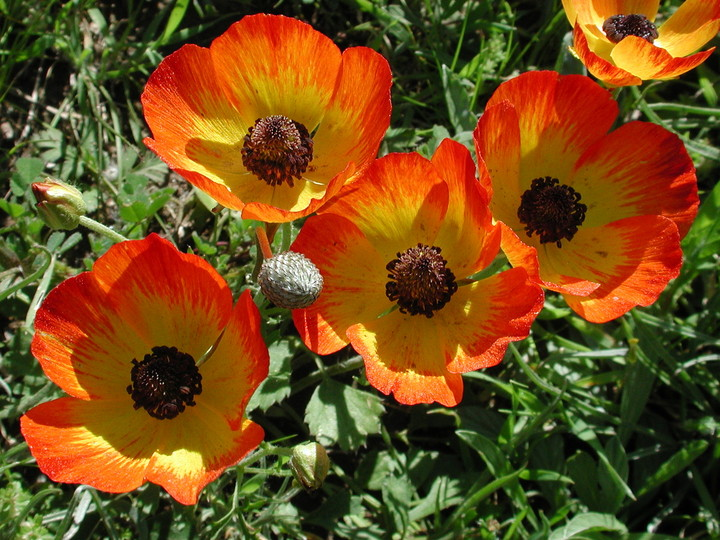
Ranunculus asiaticus

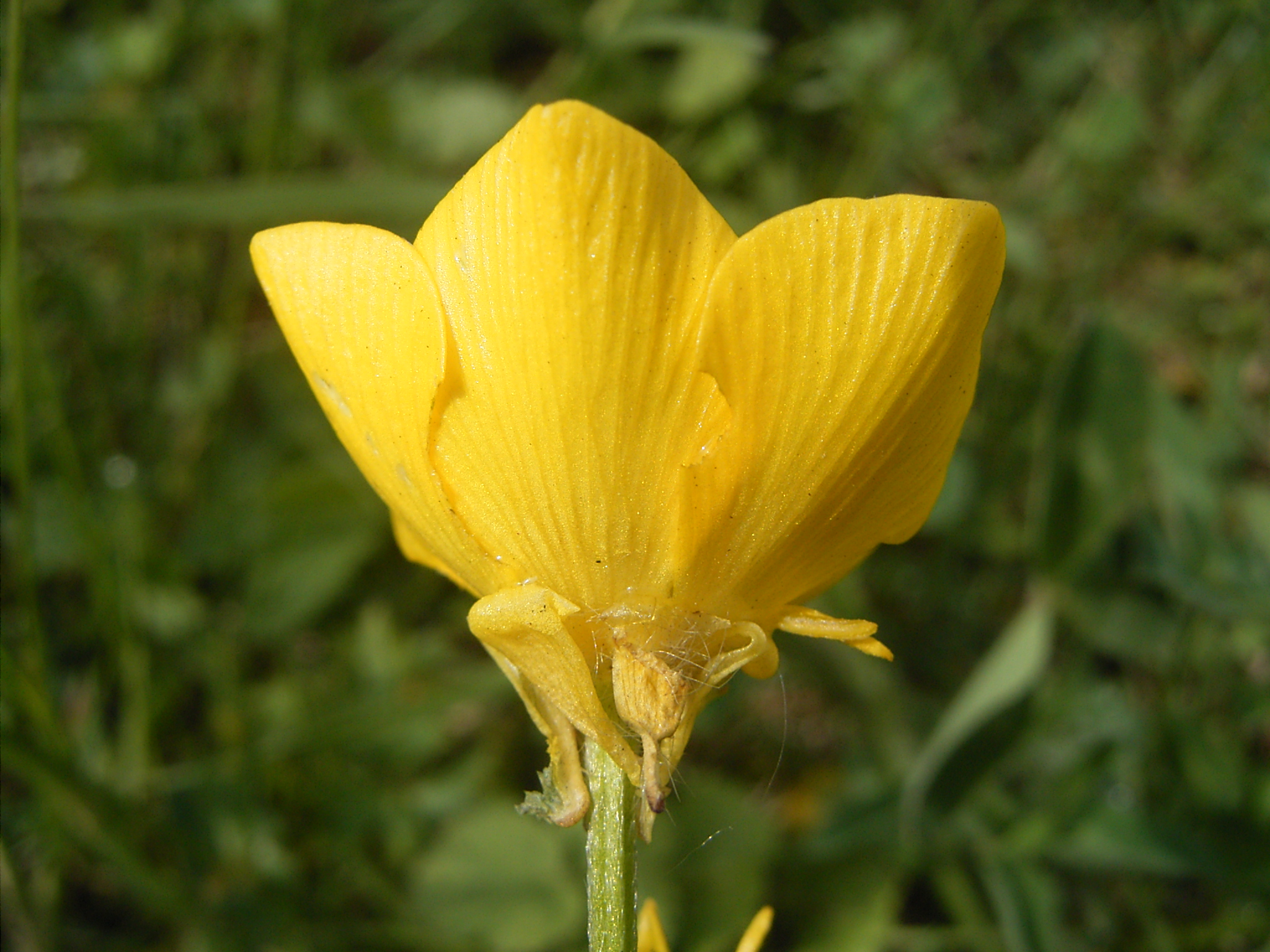
Ranunculus bulbosus

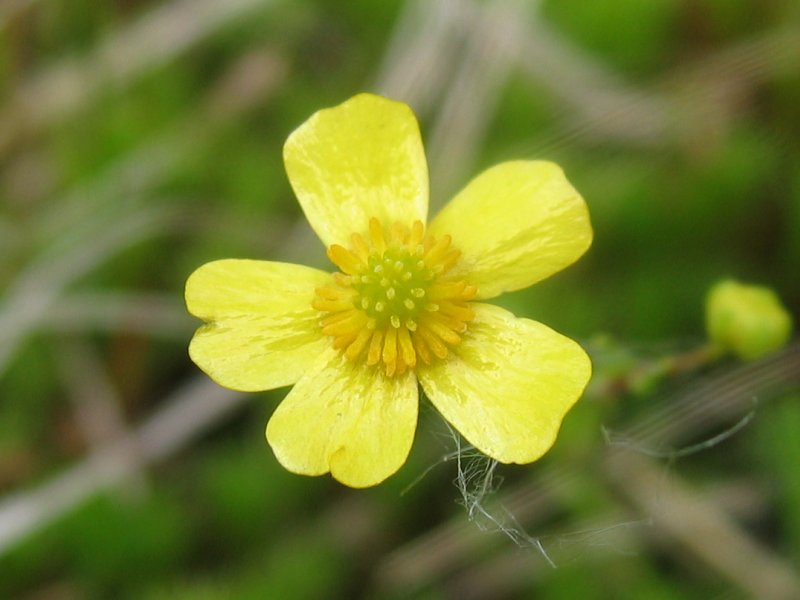
Ranunculus flammula

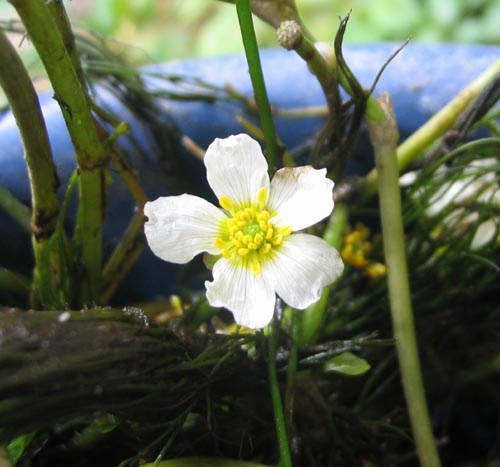
Ranunculus fluitans

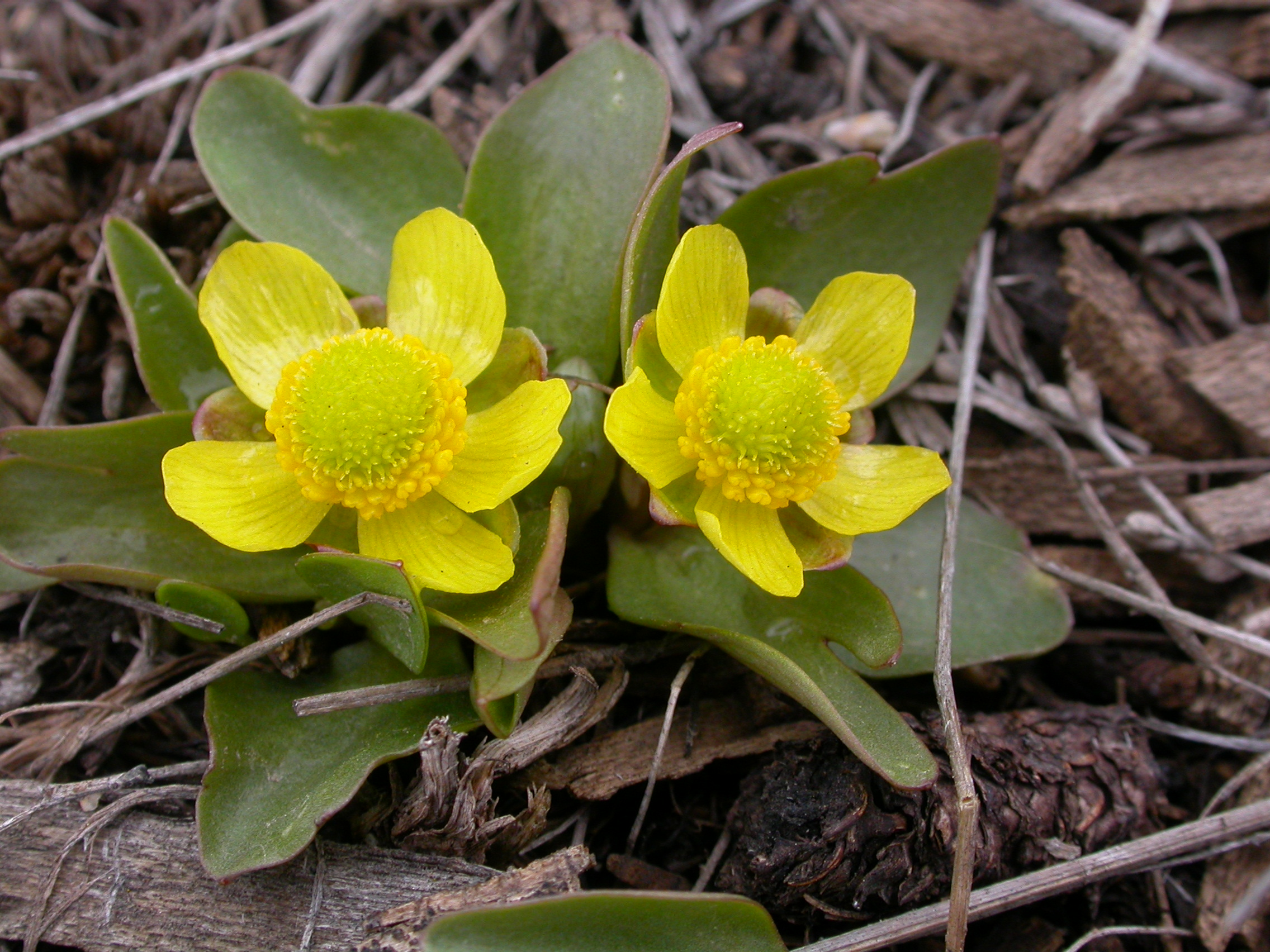
Ranunculus glaberrimus

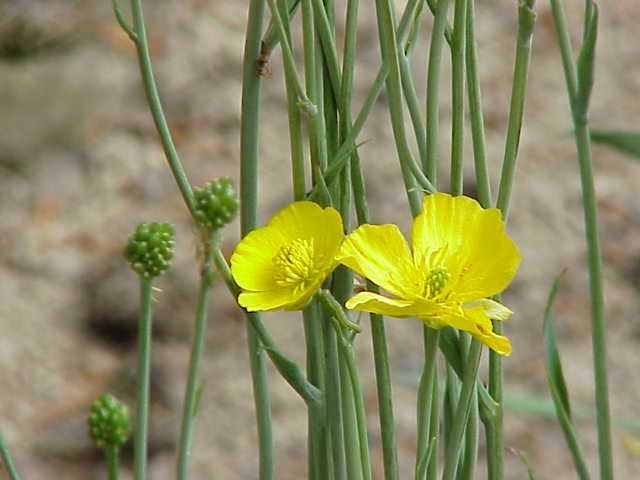
Ranunculus gramineus

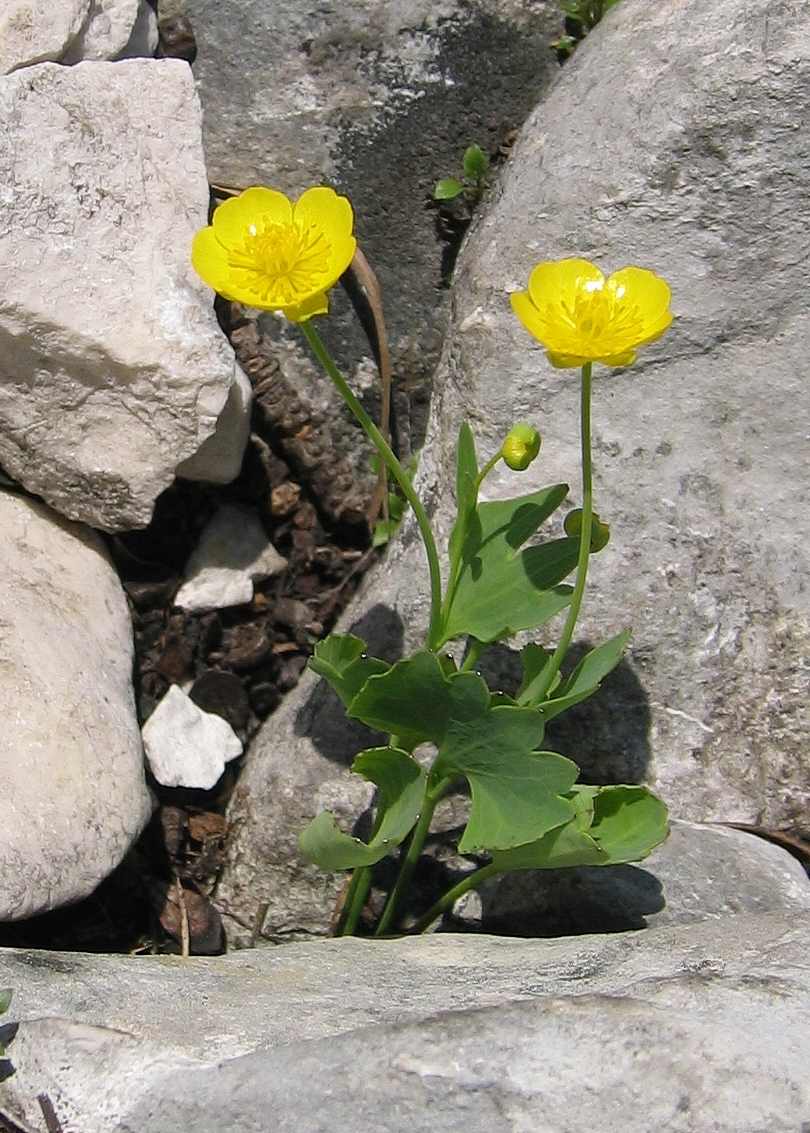
Ranunculus hybridus

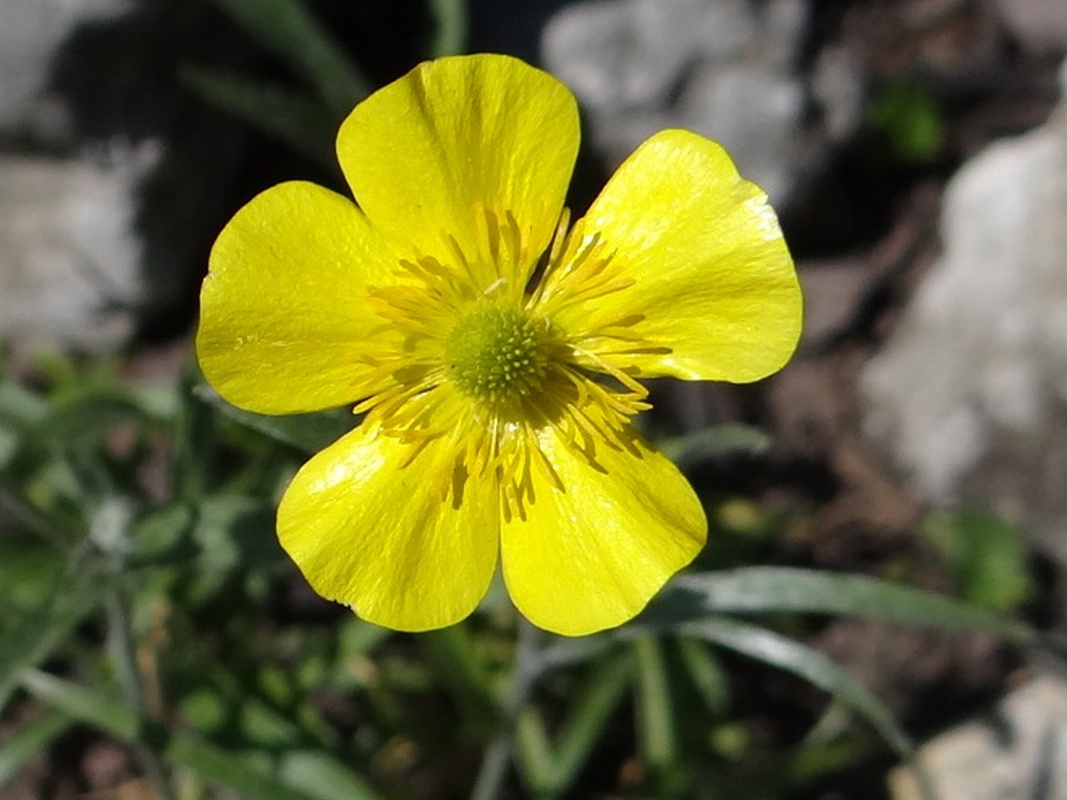
Ranunculus illyricus

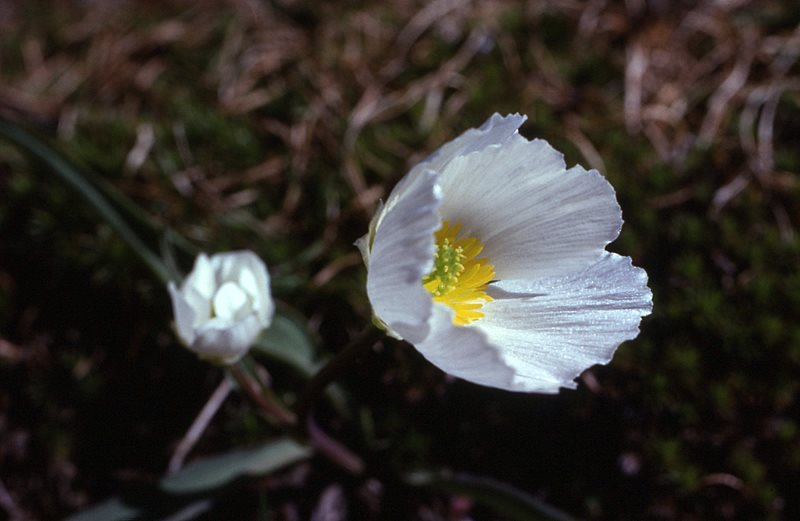
Ranunculus kuepferi

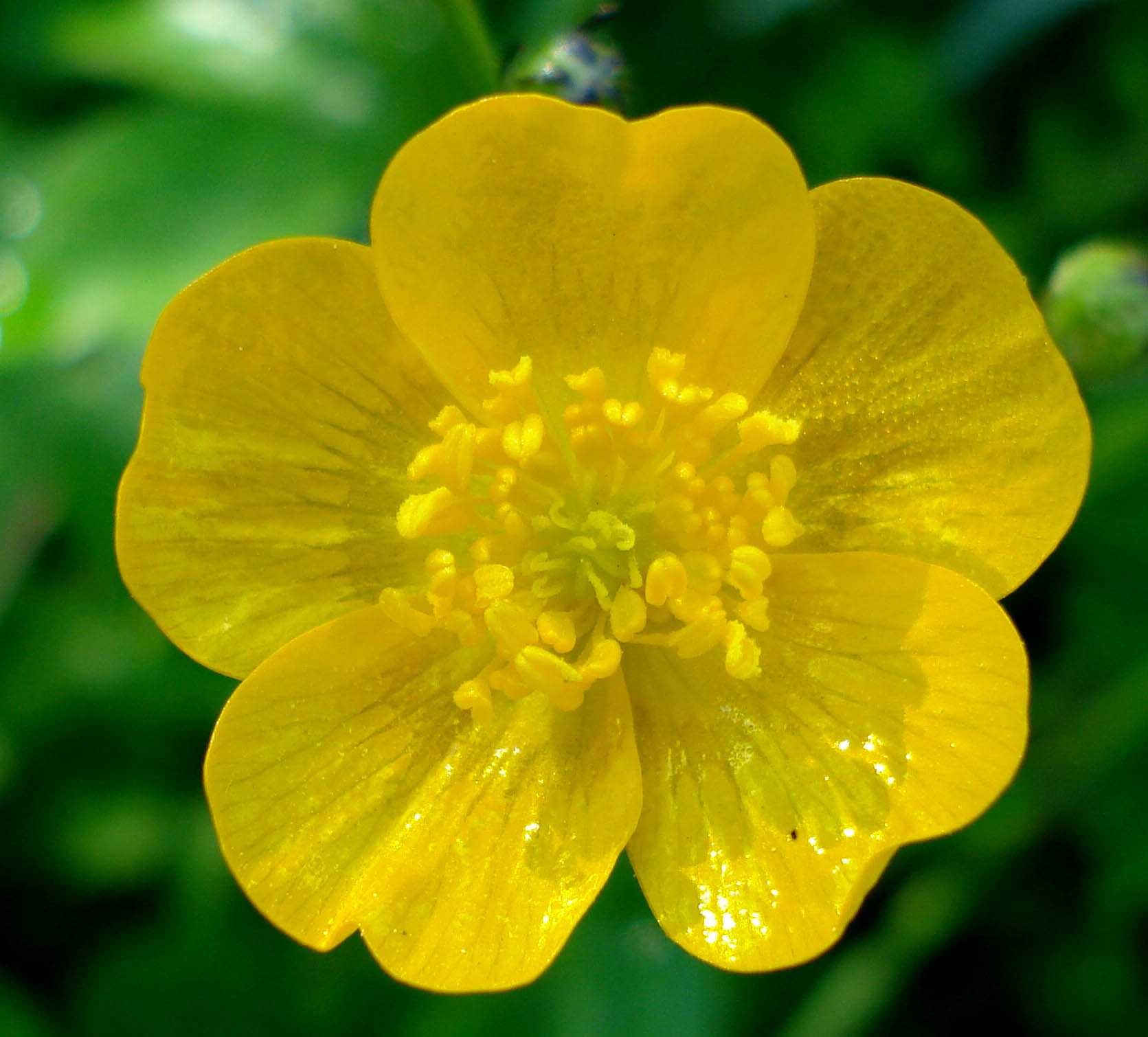
Ranunculus lanuginosus

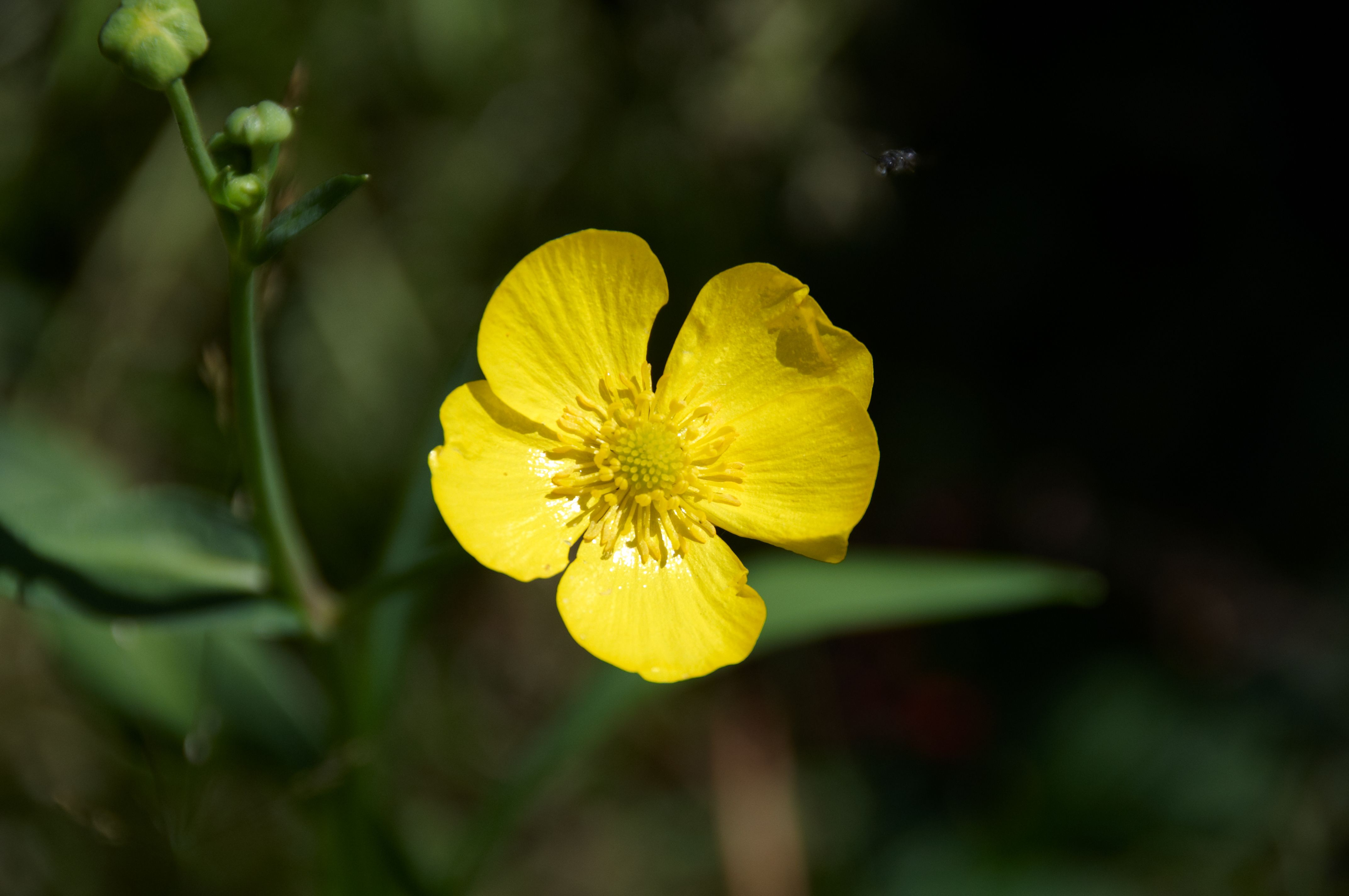
Ranunculus lingua

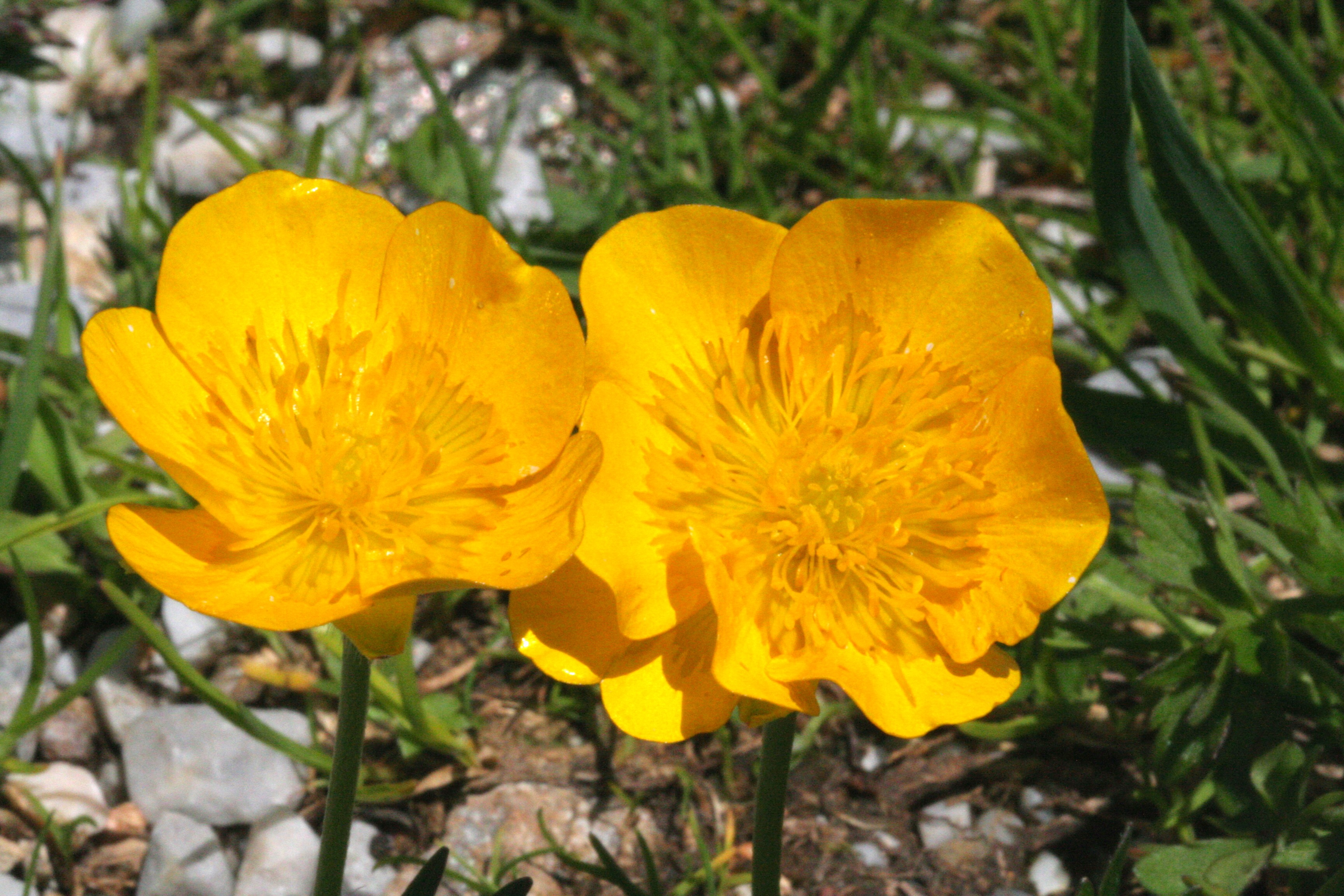
Ranunculus montanus

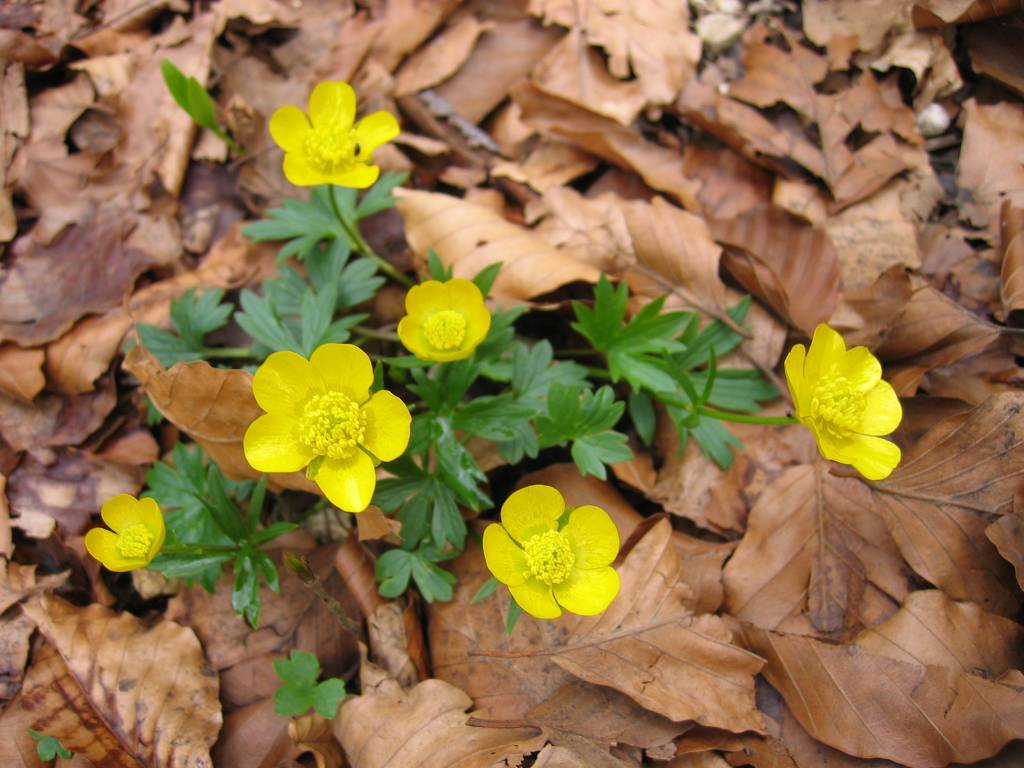
Ranunculus nemorosus

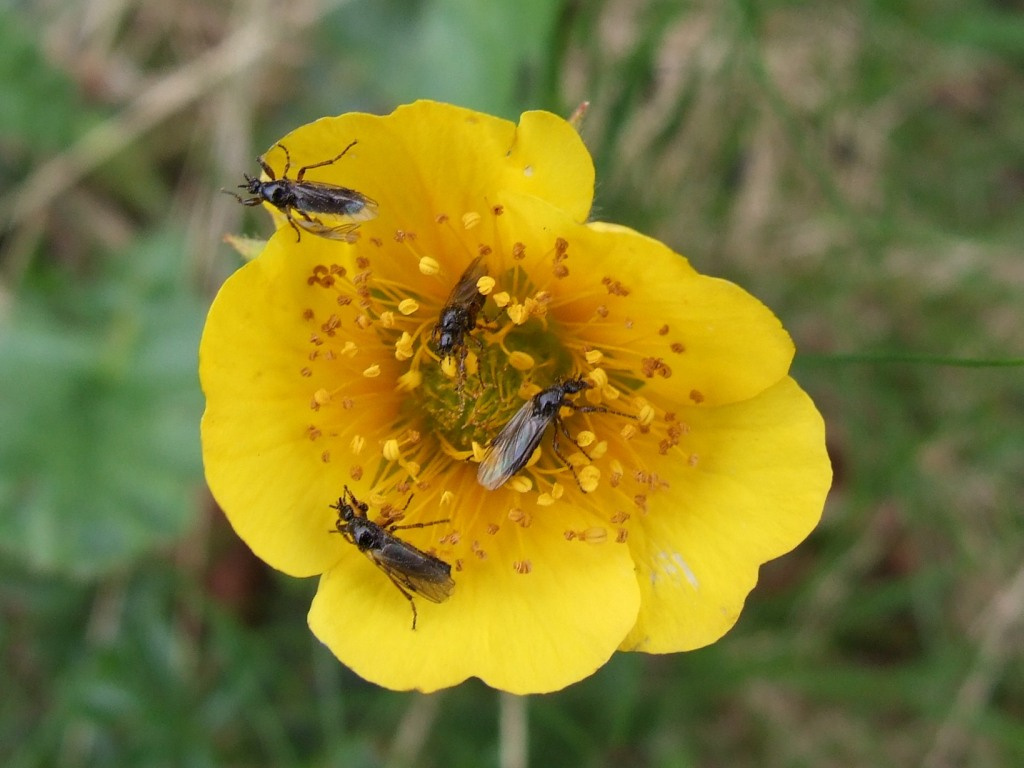
Ranunculus oreophilus

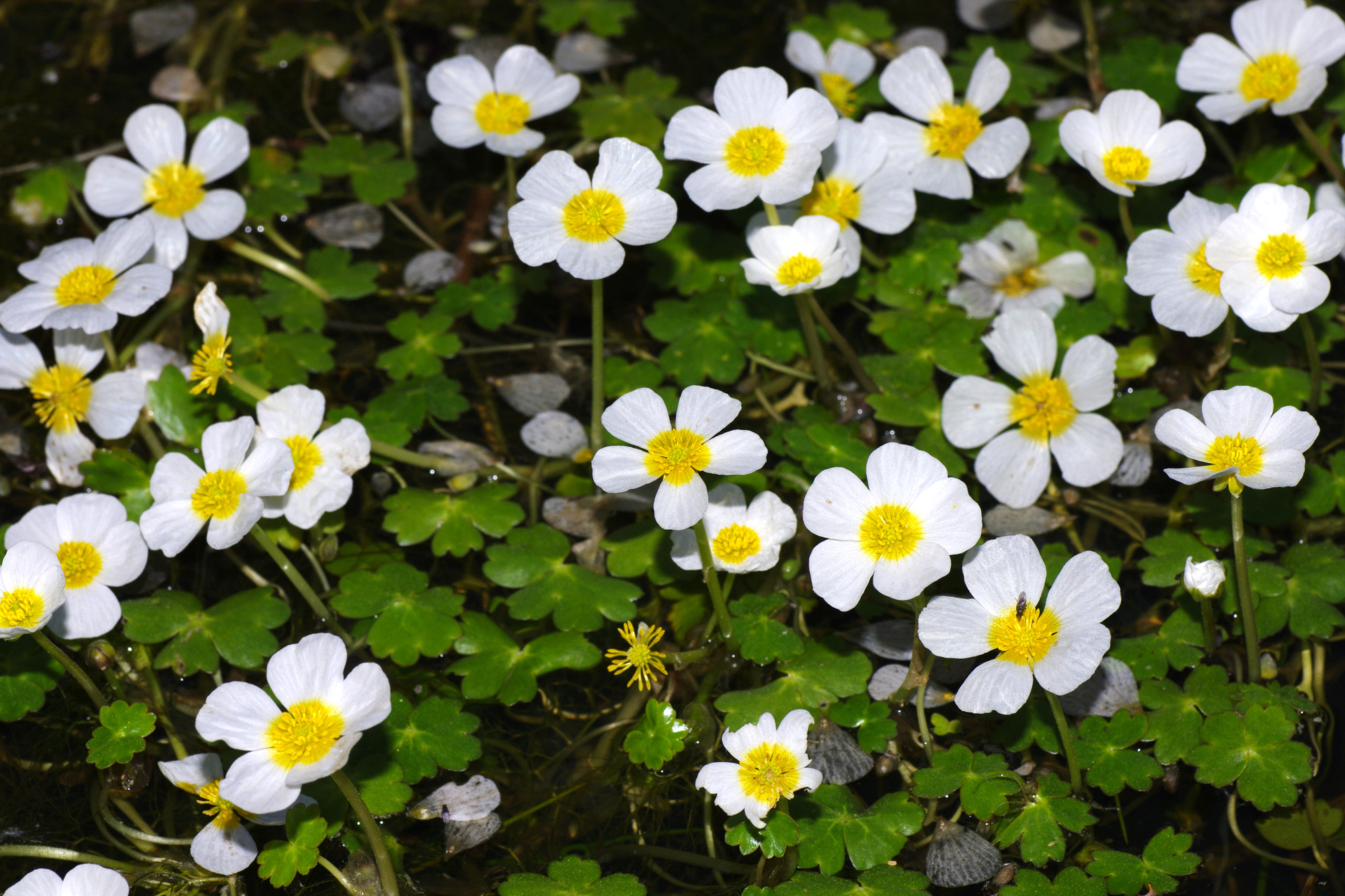
Ranunculus peltatus

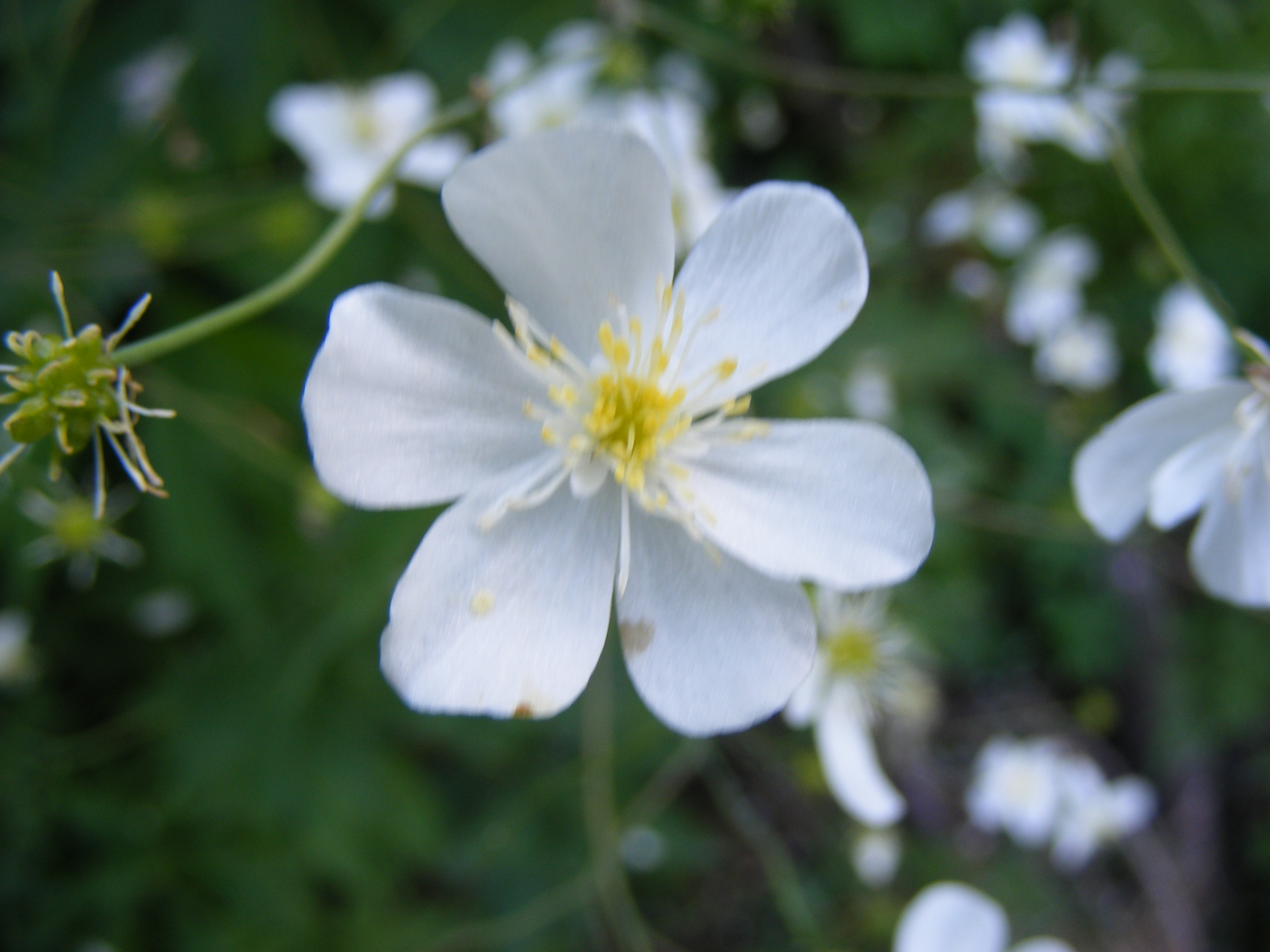
Ranunculus platanifolius

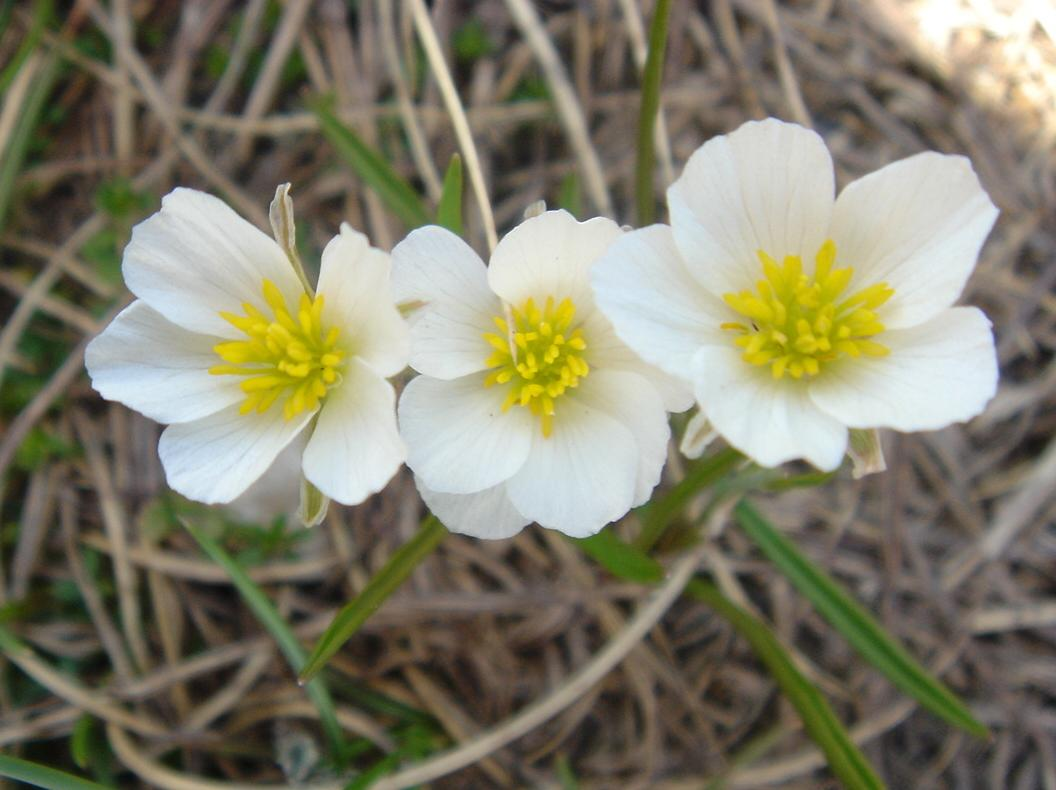
Ranunculus pyrenaeus

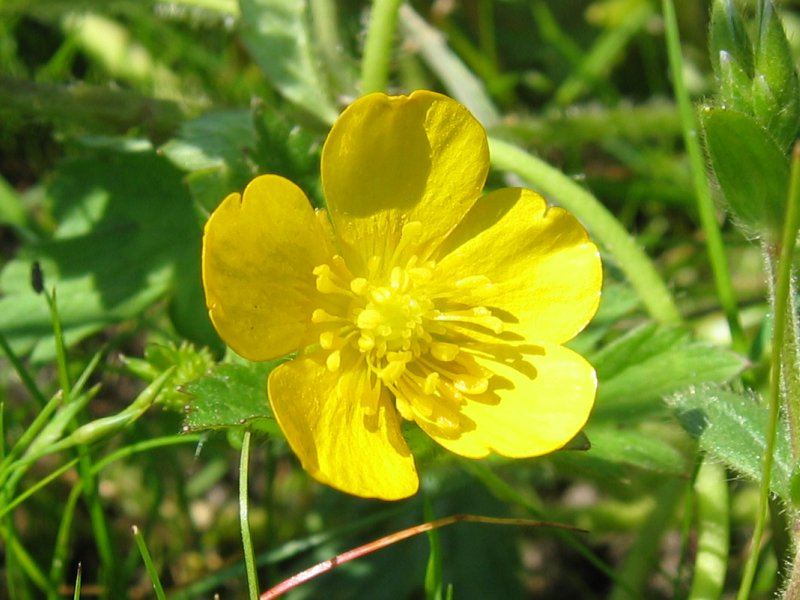
Ranunculus repens

- Ranunculus abditus (Markl.) Ericsson
- Ranunculus aberdaricus Ulbr.
- Ranunculus abnormis Cutanda & Willk.
- Ranunculus abortificus (Julin) Ericsson
- Ranunculus abortivus L.
- Ranunculus abstrusus O.Schwarz
- Ranunculus acarpellophorus (Julin) Ericsson
- Ranunculus acaulis Banks & Sol. ex DC.
- Ranunculus accedens (Markl.) Ericsson
- Ranunculus acetosellifolius Boiss.
- Ranunculus acidotus (Markl.) Ericsson
- Ranunculus acinaciformis (Fagerstr.) Ericsson
- Ranunculus aconitifolius L. – jaskier tojadolistny
- Ranunculus acraeus Heenan & P.J.Lockh.
- Ranunculus acrifoliiformis (Julin) Ericsson
- Ranunculus acrifolius (Nannf. & Harry Sm.) Ericsson
- Ranunculus acriformis A.Gray
- Ranunculus acris L. – jaskier ostry
- Ranunculus acrophilus B.G.Briggs
- Ranunculus acuistylus (Julin) Ericsson
- Ranunculus acutidens (Markl.) Ericsson
- Ranunculus acutidentiformis (Rasch) Ericsson
- Ranunculus acutilobus Ledeb.
- Ranunculus acutimammus (Julin) Ericsson
- Ranunculus acutipartitus (Julin) Ericsson
- Ranunculus acutiserratus (Julin) Ericsson
- Ranunculus acutissimus A.C.Leslie
- Ranunculus acutiusculus (Markl.) Ericsson
- Ranunculus acutulans (Markl.) Ericsson
- Ranunculus adamastus Christenh. & Byng
- Ranunculus adoneus A.Gray
- Ranunculus adoxifolius Hand.-Mazz.
- Ranunculus adunans (Markl.) Ericsson
- Ranunculus aduncus Gren.
- Ranunculus aemulans O.Schwarz
- Ranunculus aequalis (Julin) Ericsson
- Ranunculus aequidens (Julin) Ericsson
- Ranunculus aequilaterus A.C.Leslie
- Ranunculus aestivalis (L.D.Benson) Van Buren & K.T.Harper
- Ranunculus afzelii (Rasch) Ericsson
- Ranunculus ageri Bertol.
- Ranunculus agynophorus (Julin) Ericsson
- Ranunculus akkemensis Polozhij & Revjakina
- Ranunculus alaiensis Ostenf.
- Ranunculus albertii Regel & Schmalh.
- Ranunculus albertsonii (Julin) Ericsson
- Ranunculus alcicornis (Julin) Ericsson
- Ranunculus alismellus (A. Gray) Greene
- Ranunculus alismifolius Geyer ex Benth.
- Ranunculus allegheniensis Britton
- Ranunculus allemannii Braun-Blanq.
- Ranunculus allenii B.L.Rob.
- Ranunculus almquistii (Julin) Ericsson
- Ranunculus alnetorum W.Koch
- Ranunculus × alopecuroides (Greene) Christenh. & Byng
- Ranunculus alpestris L. – jaskier alpejski
- Ranunculus alpigenus Kom.
- Ranunculus alsaticus W.Koch
- Ranunculus altaicus Laxm.
- Ranunculus altilobus (Markl.) Ericsson
- Ranunculus altior Markl.
- Ranunculus altitatrensis Paclová & Murín
- Ranunculus altitorus (Markl.) Ericsson
- Ranunculus altus Garn.-Jones
- Ranunculus amabilis (Valta) Ericsson
- Ranunculus amaurophanes (Markl.) Ericsson
- Ranunculus ambigens S.Watson
- Ranunculus amblyodon (Markl.) Ericsson
- Ranunculus amblyolobus Boiss. & Hohen.
- Ranunculus ambranus Hörandl & Gutermann
- Ranunculus amellus S. Watson
- Ranunculus ameres Ericsson & L.P.Kvist
- Ranunculus amerophylloides  H.Eichler
- Ranunculus amerophyllus F.Muell.
- Ranunculus amgensis Timokhina
- Ranunculus amoeniflorus (Markl.) Ericsson
- Ranunculus amoenifrons (Markl.) Ericsson
- Ranunculus amoenoviridis (Julin) Ericsson
- Ranunculus amphitrichus Colenso
- Ranunculus amplexicaulis L.
- Ranunculus amplidens (Markl.) Ericsson
- Ranunculus amplisinus (Markl.) Ericsson
- Ranunculus amplus N.G.Walsh & B.G.Briggs
- Ranunculus amurensis Kom.
- Ranunculus anandrus (Julin) Ericsson
- Ranunculus anatolicus Akkemik, Akalin & Özhatay
- Ranunculus andersonii A.Gray
- Ranunculus anemoneus F.Muell.
- Ranunculus anemonifolius DC.
- Ranunculus anemonophyllus (Hyl.) Ericsson
- Ranunculus angularis A.C.Leslie
- Ranunculus angulatus C.Presl
- Ranunculus angustanus Pignatti
- Ranunculus angustatus (Markl.) Ericsson
- Ranunculus angustidens (Markl.) Ericsson
- Ranunculus angustifidus (Julin) Ericsson
- Ranunculus angustilobulus (Julin) Ericsson
- Ranunculus angustior (Markl.) Ericsson
- Ranunculus angustipetalus Merr. & L.M.Perry
- Ranunculus angustiscutatus  A.C.Leslie
- Ranunculus angustisepalus W.T. Wang
- Ranunculus angustitorus (Julin) Ericsson
- Ranunculus angustus (Julin) Ericsson
- Ranunculus anisodon (Markl.) Ericsson
- Ranunculus anisophyllus (Markl.) Ericsson
- Ranunculus antygodon (Markl. ex Fagerstr.) Ericsson
- Ranunculus antygophyllus (Markl.) Ericsson
- Ranunculus aotearoanus Christenh. & Byng
- Ranunculus apenninus (Chiov.) Pignatti
- Ranunculus apertiformis (Julin) Ericsson
- Ranunculus apertisinus (Julin) Ericsson
- Ranunculus apertus (Markl. & Julin) Ericsson
- Ranunculus apheles (Markl.) Ericsson
- Ranunculus apiculatus (Fagerstr.) Ericsson
- Ranunculus apiifolius Pers.
- Ranunculus appropinquans (Markl. ex Fagerstr.) Ericsson
- Ranunculus aquatilis L. – włosienicznik wodny, jaskier wodny
- Ranunculus arachnoideus C.A.Mey.
- Ranunculus archangelicus Fagerstr. ex Sennikov
- Ranunculus arctophilus (Markl. ex Fagerstr. & G.Kvist) Ericsson
- Ranunculus arcuiformans (Julin) Ericsson
- Ranunculus argillicola A.C.Leslie
- Ranunculus argoviensis W.Koch
- Ranunculus argyreus Boiss.
- Ranunculus ariodon (Julin) Ericsson
- Ranunculus aristatus (B.Boivin) Christenh. & Byng
- Ranunculus arizonicus Lemmon. ex A.Gray
- Ranunculus armingfordensis A.C.Leslie
- Ranunculus arschantynicus Kamelin, Shmakov & S.V.Smirn.
- Ranunculus arvensis L. – jaskier polny
- Ranunculus arvidii (Fagerstr.) Ericsson
- Ranunculus arwidssonii (Julin) Ericsson
- Ranunculus ashibetsuensis Wiegleb
- Ranunculus asiaticus L. – jaskier azjatycki
- Ranunculus asplundii (Julin) Ericsson
- Ranunculus asterodes (Markl. ex Fagerstr.) Ericsson
- Ranunculus asymmetrus (Julin) Ericsson
- Ranunculus atlanticus Ball
- Ranunculus atriviolascens (Markl.) Ericsson
- Ranunculus atrovirens (Markl. ex Fagerstr.) Ericsson
- Ranunculus attenuans (Julin) Ericsson
- Ranunculus attenuilobus A.C.Leslie
- Ranunculus attingens (Markl.) Ericsson
- Ranunculus aucheri Boiss.
- Ranunculus aurasiacus Pomel
- Ranunculus aureopetalus Kom.
- Ranunculus auricomiformis Soó
- Ranunculus auricomus L. – jaskier różnolistny
- Ranunculus aurosulus (Markl.) Ericsson
- Ranunculus austro-oreganus L.D.Benson
- Ranunculus austrokarelicus (Fagerstr.) Ericsson
- Ranunculus austroslovenicus  Dunkel
- Ranunculus × bachii Wirtg.
- Ranunculus badachschanicus Ovcz. & Kochk.
- Ranunculus baeckii (Fagerstr. & G.Kvist) Ericsson
- Ranunculus baguetii (Demarsin) Ericsson
- Ranunculus baidarae Rupr.
- Ranunculus balangshanicus W.T.Wang
- Ranunculus balatonensis Soó
- Ranunculus baldensis Dunkel
- Ranunculus baldschuanicus Regel ex Kom.
- Ranunculus balikunensis J.G.Liou
- Ranunculus balkharicus N.Busch
- Ranunculus bamianicus Podlech
- Ranunculus bangii Lourteig
- Ranunculus banguoensis L.Liu
- Ranunculus bariscianus Dunkel
- Ranunculus basilobatus H.Eichler ex P.Royen
- Ranunculus basiotrichus (Julin) Ericsson
- Ranunculus basitruncatus Borch.-Kolb
- Ranunculus bathyodon (Markl. ex Fagerstr.) Ericsson
- Ranunculus batrachioides Pomel
- Ranunculus baudotii Godr. – włosienicznik Baudota, jaskier Baudota
- Ranunculus × baughanii Petrie
- Ranunculus baurii MacOwan
- Ranunculus bayerae Borch.-Kolb
- Ranunculus bekesensis Soó
- Ranunculus bellicrenatus (Markl.) Ericsson
- Ranunculus belliflorus Ericsson
- Ranunculus bellulus (Julin) Ericsson
- Ranunculus bellus Merr. & L.M.Perry
- Ranunculus bequaertii De Wild.
- Ranunculus beregensis Soó
- Ranunculus bergeri W.Koch ex Brodtb.
- Ranunculus berggrenii Petrie
- Ranunculus bernatskyanus Soó
- Ranunculus biclaterae Dunkel
- Ranunculus bicolor (Julin) Ericsson
- Ranunculus bidens H.Eichler ex P.Royen
- Ranunculus biformis W.Koch
- Ranunculus bikramii Aswal & Mehrotra
- Ranunculus bilobus Bertol.
- Ranunculus binatus Kit. ex Rchb. – jaskier dwoisty
- Ranunculus bingoeldaghensis Engin
- Ranunculus biternatus Sm.
- Ranunculus blandus (Markl.) Ericsson
- Ranunculus blumei Steud.
- Ranunculus boecheri (Fagerstr. & G.Kvist) Ericsson
- Ranunculus boldtii (Markl.) Ericsson
- Ranunculus bonariensis Poir.
- Ranunculus borbasianus Soó
- Ranunculus borchers-kolbiae Ericsson
- Ranunculus boreigenus (Markl.) Ericsson
- Ranunculus boreoapenninus Pignatti
- Ranunculus botschantzevii Ovcz.
- Ranunculus bottnicus Ericsson
- Ranunculus bovioi Dunkel
- Ranunculus brabantianus (Demarsin) Ericsson
- Ranunculus brachygonophorus (Julin) Ericsson
- Ranunculus brachylobus Boiss. & Hohen.
- Ranunculus brachyphyllariu s (Markl.) Ericsson
- Ranunculus brachyschides (Julin) Ericsson
- Ranunculus brassii H.Eichler
- Ranunculus braun-blanqueti i Pignatti
- Ranunculus brevidens (Julin) Ericsson
- Ranunculus brevifidus (Julin) Ericsson
- Ranunculus brevifolius Ten.
- Ranunculus brevis Garn.-Jones
- Ranunculus breviscapus DC.
- Ranunculus brevistylus (Julin) Ericsson
- Ranunculus brewisiae A.C.Leslie
- Ranunculus breyninus Crantz (≡R. oreophilus M.Bieb.) – jaskier skalny
- Ranunculus brotherusii Freyn
- Ranunculus brunnescens (Markl.) Ericsson
- Ranunculus brunnescentoides Dunkel
- Ranunculus brutius Ten.
- Ranunculus buchananii Hook.f.
- Ranunculus × buchlyallii Allan
- Ranunculus buchoniae Dunkel
- Ranunculus budaianus Soó
- Ranunculus budensis Soó
- Ranunculus buekkensis Soó
- Ranunculus buhsei Boiss.
- Ranunculus bulbillifer Boiss. & Hohen.
- Ranunculus bulbosus L. – jaskier bulwkowy
- Ranunculus bullatus L.
- Ranunculus bungei Steud.
- Ranunculus bupleuroides Brot.
- Ranunculus cabrerensis Rothm.
- Ranunculus cacuminis Strid & Papan.
- Ranunculus cadmicus Boiss.
- Ranunculus caespitans (Hyl. & Nannf.) Ericsson
- Ranunculus caespitosulus (Julin) Ericsson
- Ranunculus cajanderi (Fagerstr.) Ericsson
- Ranunculus calandrinioides  Oliv. – jaskier kalandryniowaty
- Ranunculus calapius Dunkel
- Ranunculus californicus Benth.
- Ranunculus caliginosus (Markl.) Ericsson
- Ranunculus callianthus Molloy & Heenan
- Ranunculus callimorphoides (Markl.) Ericsson
- Ranunculus callimorphus (Markl.) Ericsson
- Ranunculus calliodon (Markl.) Ericsson
- Ranunculus caloschistus (Markl.) Ericsson
- Ranunculus calvescens (Harry Sm. ex Fagerstr. & G.Kvist) Ericsson
- Ranunculus calvitorus A.C.Leslie
- Ranunculus campanulatus (Julin) Ericsson
- Ranunculus canaster (Julin) Ericsson
- Ranunculus canastriformis (Julin) Ericsson
- Ranunculus cancrifolius (Rasch) Ericsson
- Ranunculus cangshanicus W.T.Wang
- Ranunculus cantabrigiensis A.C.Leslie
- Ranunculus cantoniensis DC.
- Ranunculus canus Benth.
- Ranunculus capellaensis P.Royen
- Ranunculus cappadocicus Willd.
- Ranunculus caprarum Skottsb.
- Ranunculus cardiophyllus Hook.
- Ranunculus carinthiacus Hoppe
- Ranunculus carlittensis (Sennen) Grau
- Ranunculus carnosulus (Harry Sm.) Ericsson
- Ranunculus caroli Christoph.
- Ranunculus caroli-frederici (Fagerstr. & G.Kvist) Ericsson
- Ranunculus carolinianus DC.
- Ranunculus carpaticola Soó
- Ranunculus carpaticus Herbich
- Ranunculus carpinetorum Hörandl & Gutermann
- Ranunculus carsei Petrie
- Ranunculus cassubicifolius  W.Koch
- Ranunculus cassubiciformis  Soó
- Ranunculus cassubicus L. – jaskier kaszubski
- Ranunculus catharinensis Lourteig
- Ranunculus caucasicus M.Bieb. – jaskier kaukaski
- Ranunculus caulescens H.Eichler
- Ranunculus cebennensis Dunkel
- Ranunculus cedercreutzii (Markl.) Ericsson
- Ranunculus celebicus H.Eichler
- Ranunculus ceramensis H.Eichler
- Ranunculus chaerophyllos L.
- Ranunculus changpingensis W.T.Wang
- Ranunculus chasii Dunkel
- Ranunculus cheesemanii Kirk
- Ranunculus cheirophyllus Hayata
- Ranunculus cherubicus (J.A.Sánchez Rodr., M.J.Elías & M.A.Martín) Fern.Prieto, Sanna, M.Pérez & Cires
- Ranunculus chilensis DC.
- Ranunculus chinghoensis L.Liu
- Ranunculus chionophilus Boiss.
- Ranunculus chius DC.
- Ranunculus chlorellus (Nannf.) Ericsson
- Ranunculus chodzhamastonicus Ovcz. & Junussov
- Ranunculus chondrodes Pomel
- Ranunculus chongzhouensis W.T.Wang
- Ranunculus chopericus Tzvelev
- Ranunculus chordorhizos Hook.f.
- Ranunculus × chrysanthus Brügger
- Ranunculus chrysoleptos Brodtb. & Dunkel
- Ranunculus chuanchingensis  L.Liu
- Ranunculus cicutarius Schltdl.
- Ranunculus cinereoviridis (Julin) Ericsson
- Ranunculus circinans (Julin) Ericsson
- Ranunculus circinatifrons (Markl.) Ericsson
- Ranunculus circinatus Sibth. – jaskier krążkolistny
- Ranunculus clariflorus (Markl. ex Fagerstr.) Ericsson
- Ranunculus claudiopolitanus Soó
- Ranunculus clavulifer (Julin) Ericsson
- Ranunculus clethraphilus Litard.
- Ranunculus clivicola B.G.Briggs
- Ranunculus clypeatus (Ulbr.) Lourteig
- Ranunculus coacervatus Merr. & L.M.Perry
- Ranunculus × cobelliorum Murr ex Dalla Torre & Sarnth.
- Ranunculus cochlearifer Dunkel
- Ranunculus codyanus B.Boivin
- Ranunculus coleophorus (Julin) Ericsson
- Ranunculus collanderi (Markl.) Ericsson
- Ranunculus collicola Menadue
- Ranunculus collinus R.Br. ex DC.
- Ranunculus colonorum Endl.
- Ranunculus combertonensis A.C.Leslie
- Ranunculus commemorans (Markl. ex Fagerstr.) Ericsson
- Ranunculus compar (Markl. ex Fagerstr.) Ericsson
- Ranunculus completus A.C.Leslie
- Ranunculus complicatus Kit.
- Ranunculus compluridens (Julin) Ericsson
- Ranunculus concavus (Julin) Ericsson
- Ranunculus concinnatus Schott
- Ranunculus concinnifolius (Julin) Ericsson
- Ranunculus concinnifrons (Julin) Ericsson
- Ranunculus concordans (Markl.) Ericsson
- Ranunculus concretus (Julin) Ericsson
- Ranunculus confervoides (Fr.) Fr.
- Ranunculus confinis (Markl.) Ericsson
- Ranunculus coniformis (Julin) Ericsson
- Ranunculus conjugens Markl. ex Ericsson
- Ranunculus connectens (Markl.) Ericsson
- Ranunculus consectus (Julin) Ericsson
- Ranunculus consimilis H.Eichler
- Ranunculus conspicuidens A.C.Leslie
- Ranunculus conspicuus A.L.Ebel & Schegol.
- Ranunculus constans Haas
- Ranunculus constantinopolitanus tanus (DC.) d'Urv.
- Ranunculus contegens Dunkel
- Ranunculus contiguilobus A.C.Leslie
- Ranunculus convexilobus A.C.Leslie
- Ranunculus convexiusculus Kovalevsk.
- Ranunculus cordiger Viv.
- Ranunculus coriaceus W.Koch ex Dunkel
- Ranunculus cornutus DC.
- Ranunculus cortusifolius Willd.
- Ranunculus corylisinus (Julin) Ericsson
- Ranunculus cosmophyllus Ericsson
- Ranunculus crassicaulis (Demarsin) Ericsson
- Ranunculus crassifolius (Rupr.) Grossh.
- Ranunculus crassilobus A.C.Leslie
- Ranunculus crassipes Hook.f.
- Ranunculus crassitruncus (Fagerstr.) Ericsson
- Ranunculus crassiusculus (Markl.) Ericsson
- Ranunculus crassus (Julin) Ericsson
- Ranunculus crateris P.H.Davis
- Ranunculus crebridens (Markl.) Ericsson
- Ranunculus crenatolobus Hörandl & Gutermann
- Ranunculus crenatus Waldst. & Kit.
- Ranunculus crenifer (Julin) Ericsson
- Ranunculus crenifolius (Julin) Ericsson
- Ranunculus creticus L.
- Ranunculus crithmifolius Hook.f.
- Ranunculus crosbyi Cockayne
- Ranunculus crucilobus H.Lév.
- Ranunculus crymophilus Boiss. & Hohen.
- Ranunculus cryptanthus Milne-Redh. & Turrill
- Ranunculus cuneaticans (Julin) Ericsson
- Ranunculus cuneifolius Maxim.
- Ranunculus cupreus Boiss. & Heldr.
- Ranunculus cupulatus (S.Watson) Christenh. & Byng
- Ranunculus curvatus (Julin) Ericsson
- Ranunculus curvicaulis (Julin) Ericsson
- Ranunculus curvilobus A.C.Leslie
- Ranunculus cyclocarpus Pamp.
- Ranunculus cymbalariifolius Balb. ex Moris
- Ranunculus cyprius (Boiss.) Chrtek & B.Slavík
- Ranunculus cytheraeus (Halácsy) Baldini
- Ranunculus czimganicus Ovcz.
- Ranunculus czywczynensis Jasiewicz
- Ranunculus dactylophylloides (Julin) Ericsson
- Ranunculus dactylophyllus Borch.-Kolb
- Ranunculus daedalus (Markl.) Ericsson
- Ranunculus dalechanensis Iranshahr & Rech.f.
- Ranunculus dalensis A.C.Leslie
- Ranunculus damascenus Boiss. & Gaill.
- Ranunculus danubius Borch.-Kolb
- Ranunculus dayiensis W.T.Wang
- Ranunculus decandrus W.T.Wang
- Ranunculus decorifactus (Julin) Ericsson
- Ranunculus decorus (Markl. ex Fagerstr.) Ericsson
- Ranunculus decrescens (Julin) Ericsson
- Ranunculus decurvus (Hook.f.) Melville
- Ranunculus defectiflorus (Rasch) Ericsson
- Ranunculus defectus (Markl.) Ericsson
- Ranunculus deformis (Julin) Ericsson
- Ranunculus degenii Kümmerle & Jáv.
- Ranunculus deleniens (Markl.) Ericsson
- Ranunculus delphinifolius DC.
- Ranunculus delvosallei (Demarsin) Ericsson
- Ranunculus demarsinii Ericsson
- Ranunculus deminuens (Julin) Ericsson
- Ranunculus demissus DC.
- Ranunculus densiciliatus W.T.Wang
- Ranunculus densipilus A.C.Leslie
- Ranunculus deripovae Tzvelev
- Ranunculus dialeptus (Markl.) Ericsson
- Ranunculus dichotomus Moc. & Sessé ex DC.
- Ranunculus dielsianus Ulbr.
- Ranunculus diffusus DC.
- Ranunculus × digeneus A.Kern. ex W.Huber
- Ranunculus digitatifolius Jasiewicz – jaskier palczastolistny
- Ranunculus digitatus Hook.
- Ranunculus dilatatus Ovcz.
- Ranunculus dimidiatus (Julin) Ericsson
- Ranunculus diminutus B.G.Briggs
- Ranunculus dingjieensis L.Liu
- Ranunculus diodon Ericsson
- Ranunculus dispar (Markl.) Ericsson
- Ranunculus dissectifolius F.Muell. ex Benth.
- Ranunculus dissectus M.Bieb.
- Ranunculus dissidens (Markl.) Ericsson
- Ranunculus dissimilifolius (Julin) Ericsson
- Ranunculus distans D.Don
- Ranunculus distendens (Markl.) Ericsson
- Ranunculus distrias Steud. ex A.Rich.
- Ranunculus djuloeensis (Julin) Ericsson
- Ranunculus doerrii Borch.-Kolb
- Ranunculus dolichodontus A.C.Leslie
- Ranunculus dolosus Fisch. & C.A.Mey.
- Ranunculus domingensis Urb. & Ekman
- Ranunculus dongrergensis Hand.-Mazz.
- Ranunculus donianus Pritz.
- Ranunculus dregei J.C.Manning & Goldblatt
- Ranunculus duciformis (Julin) Ericsson
- Ranunculus ducis (Julin) Ericsson
- Ranunculus duoxionglashani cus W.T.Wang
- Ranunculus dyris (Maire) H.Lindb.
- Ranunculus dysandrus (Markl.) Ericsson
- Ranunculus dysanthus (Julin) Ericsson
- Ranunculus eastwoodianus L.D.Benson
- Ranunculus effingens (Markl.) Ericsson
- Ranunculus egens (Markl.) Ericsson
- Ranunculus egglestonii (Wooton & Standl.) Christenh. & Byng
- Ranunculus eichlerianus B.G.Briggs
- Ranunculus elbrusensis Boiss.
- Ranunculus elegans K.Koch
- Ranunculus elegantifrons Hörandl & Gutermann
- Ranunculus elenevskyi M.V.Sokolova
- Ranunculus elisae Gamisans
- Ranunculus ellipes (Markl.) Ericsson
- Ranunculus elymaiticus Boiss. & Hausskn.
- Ranunculus emersus (Fagerstr.) Ericsson
- Ranunculus emmetrus (Markl.) Ericsson
- Ranunculus emuricatus Majeed Kak
- Ranunculus engelianus Dunkel
- Ranunculus envalirensis Grau
- Ranunculus enysii Kirk
- Ranunculus epacrus (Markl.) Ericsson
- Ranunculus erectidens (Julin) Ericsson
- Ranunculus erectus (Julin) Ericsson
- Ranunculus eriorrhizus Boiss. & Buhse
- Ranunculus erythrogonius (Markl.) Ericsson
- Ranunculus eryuanensis Erst
- Ranunculus eschscholtzii Schltdl.
- Ranunculus estherae Soó
- Ranunculus euanthemus (Markl.) Ericsson
- Ranunculus eugyalus (Markl.) Ericsson
- Ranunculus eumorphus (Markl.) Ericsson
- Ranunculus euprepes (Markl.) Ericsson
- Ranunculus euryanthes (Markl.) Ericsson
- Ranunculus eurycaulos Lourteig
- Ranunculus eurycolpus (Markl.) Ericsson
- Ranunculus euryphyllarius (Markl.) Ericsson
- Ranunculus euthygrammus (Markl.) Ericsson
- Ranunculus eversii (Julin) Ericsson
- Ranunculus evolutus (Julin) Ericsson
- Ranunculus excellentis (Julin) Ericsson
- Ranunculus excisus Dunkel
- Ranunculus exiguidens (Markl.) Ericsson
- Ranunculus exiguifrons (Cedercr.) Ericsson
- Ranunculus expansus (Julin) Ericsson
- Ranunculus extensus (Hook.f.) Schube ex Engl.
- Ranunculus fagerstroemii (Markl.) Ericsson
- Ranunculus falcatus L.
- Ranunculus fallacifolius (Julin) Ericsson
- Ranunculus fallacillus (Julin) Ericsson
- Ranunculus fallax (Wimm. & Grab.) Sloboda
- Ranunculus farraensis Dunkel & Poldini
- Ranunculus farsicus Rech.f.
- Ranunculus fascicularis Muhl. ex Bigelow
- Ranunculus fasciculatus Sessé & Moc.
- Ranunculus fasciculiflorus  H.Eichler
- Ranunculus × faurei Rouy & E.G.Camus
- Ranunculus fedorovii (Fagerstr.) Ericsson
- Ranunculus felixii H.Lév.
- Ranunculus fenzlii Boiss.
- Ranunculus feripes (Rasch) Ericsson
- Ranunculus ferocior Dunkel
- Ranunculus festivus (Markl.) Ericsson
- Ranunculus fibrillosus K.Koch
- Ranunculus ficaria L. – ziarnopłon wiosenny
- Ranunculus ficarioides Bory & Chaub.
- Ranunculus filamentosus Wedd.
- Ranunculus fiorii Pignatti ex Soldano
- Ranunculus firmicaulis (Markl.) Ericsson
- Ranunculus firmulus (Markl.) Ericsson
- Ranunculus fissifolius (Nannf. & Harry Sm.) Ericsson
- Ranunculus flabellaris Raf.
- Ranunculus flabellatus Desf.
- Ranunculus flabellifolius Heuff. ex Rchb.
- Ranunculus flabelliformis (Rasch) Ericsson
- Ranunculus flabelloides (A.Nyár.) Soó
- Ranunculus flagelliformis Sm.
- Ranunculus flammula L. – jaskier płomiennik
- Ranunculus flavidus (Hand.-Mazz.) C.D.K.Cook
- Ranunculus fluitans Lam. – włosienicznik rzeczny, jaskier rzeczny
- Ranunculus foliosus Kirk
- Ranunculus fontanus C.Presl
- Ranunculus formosa-montanus Ohwi
- Ranunculus forreri Greene
- Ranunculus forrestii (Hand.-Mazz.) Erst
- Ranunculus forstfeldensis R.Engel ex Dunkel
- Ranunculus fraelensis Dunkel
- Ranunculus fragifer W.Koch ex Dunkel
- Ranunculus fragilis (Julin) Ericsson
- Ranunculus franchetii H.Boissieu
- Ranunculus franconicus Dunkel
- Ranunculus fraternus Schrenk
- Ranunculus × fratrum Ulbr.
- Ranunculus frigidurbis H.J.Lam
- Ranunculus fuegianus Speg.
- Ranunculus furcatifidus W.T.Wang
- Ranunculus furvellus (Markl. ex Fagerstr.) Ericsson
- Ranunculus fuscinus (Julin) Ericsson
- Ranunculus fuscus (Julin) Ericsson
- Ranunculus gainanensis P.Royen
- Ranunculus galbanus (Markl.) Ericsson
- Ranunculus ganeschinii Tzvelev
- Ranunculus gaurii L.R.Dangwal & D.S.Rawat
- Ranunculus gayeri Soó
- Ranunculus geissertii R.Engel ex Dunkel
- Ranunculus gelidus Kar. & Kir.
- Ranunculus geminatus (Markl. ex Fagerstr.) Ericsson
- Ranunculus geraniiformis Dunkel
- Ranunculus geranioides Humb., Bonpl. & Kunth ex DC.
- Ranunculus getaensis Ericsson
- Ranunculus gharuensis Iranshahr & Rech.f.
- Ranunculus giganteus Wedd. – jaskier olbrzymi
- Ranunculus gigas Lourteig
- Ranunculus giordanoi F.Conti & Bartolucci
- Ranunculus glaberrimus Hook.
- Ranunculus glabricaulis (Hand.-Mazz.) L.Liu
- Ranunculus glabrifolius Hook.
- Ranunculus glabritorus (Julin) Ericsson
- Ranunculus glacialiformis Hand.-Mazz.
- Ranunculus glacialis L. – jaskier lodnikowy
- Ranunculus glaphyranthus (Fagerstr.) Ericsson
- Ranunculus glareosus Hand.-Mazz.
- Ranunculus glaucescens (Markl.) Ericsson
- Ranunculus glaucus (Fagerstr.) Ericsson
- Ranunculus glechomoides (Hyl.) Ericsson
- Ranunculus globosus (Julin) Ericsson
- Ranunculus glomifolius (Rasch) Ericsson
- Ranunculus glossophorus (Julin) Ericsson
- Ranunculus gmelinii DC.
- Ranunculus gobicus Maxim.
- Ranunculus godleyanus Hook.f.
- Ranunculus golitzynii Tzvelev
- Ranunculus gongheensis W.T.Wang
- Ranunculus gongylodes A.C.Leslie
- Ranunculus gonophyllus (Julin) Ericsson
- Ranunculus gormanii Greene
- Ranunculus gortanii Pignatti
- Ranunculus gouanii Willd. – jaskier Gouana
- Ranunculus gracilicaulis (Cedercr.) Ericsson
- Ranunculus gracilidens A.C.Leslie
- Ranunculus gracilifolius (Julin) Ericsson
- Ranunculus gracililobus A.C.Leslie
- Ranunculus gracilior (Julin) Ericsson
- Ranunculus gracilipes Hook.f.
- Ranunculus gracilis E.D.Clarke
- Ranunculus gracilistylus A.C.Leslie
- Ranunculus gracillimus (Julin) Ericsson
- Ranunculus graecensis Hörandl & Gutermann
- Ranunculus grahamii Petrie
- Ranunculus gramineus L. – jaskier trawiasty
- Ranunculus granatensis Boiss.
- Ranunculus grandiflorus L.
- Ranunculus grandifolius C.A.Mey.
- Ranunculus grandilobatus (Fagerstr.) Ericsson
- Ranunculus grandis Honda
- Ranunculus graniticola Melville
- Ranunculus grayi Britton
- Ranunculus gregalis (Markl.) Ericsson
- Ranunculus gregarius Brot.
- Ranunculus grenierianus Jord.
- Ranunculus gripsholmiensis  (Julin) Ericsson
- Ranunculus grossidens W.Koch ex Brodtb.
- Ranunculus guelzowiensis R.Doll
- Ranunculus gueneri Ayasligil & P.H.Davis
- Ranunculus gunnianus Hook.
- Ranunculus gusmannii Humb. ex Caldas
- Ranunculus gyratidens (Markl.) Ericsson
- Ranunculus gyratifrons (Markl.) Ericsson
- Ranunculus haasii Soó
- Ranunculus haastii Hook.f.
- Ranunculus habbemensis Merr. & L.M.Perry
- Ranunculus haemanthus Ulbr.
- Ranunculus haesselbyholmiensis (Julin) Ericsson
- Ranunculus haglundii (Julin) Ericsson
- Ranunculus hakkodensis Nakai
- Ranunculus hallstaensis (Julin) Ericsson
- Ranunculus hamatosetosus H.Eichler
- Ranunculus hamiensis J.G.Liu
- Ranunculus hannae Jasiewicz – jaskier Hanny
- Ranunculus hannonianus (Demarsin) Ericsson
- Ranunculus harveyi (A.Gray) Britton
- Ranunculus hawaiensis A.Gray
- Ranunculus hayekii Dörfl.
- Ranunculus hebecarpus Hook. & Arn.
- Ranunculus hederaceus L. – jaskier bluszczolistny
- Ranunculus heikkinenii (Markl.) Ericsson
- Ranunculus hejingensis W.T.Wang
- Ranunculus helenae Albov
- Ranunculus helveticus Brodtb.
- Ranunculus hemicyclodes (Markl.) Ericsson
- Ranunculus hemicyclodon (Julin) Ericsson
- Ranunculus hemicyclophyllus (Julin) Ericsson
- Ranunculus henslowii A.C.Leslie
- Ranunculus hertfordensis A.C.Leslie
- Ranunculus heterorrhizus Boiss. & Balansa
- Ranunculus heterotrichus H.Eichler
- Ranunculus hetianensis L.Liu
- Ranunculus heuffelii Soó
- Ranunculus hevellus Hülsen ex O.Schwarz
- Ranunculus hibamontanus Kadota
- Ranunculus hicanostylus (Markl.) Ericsson
- Ranunculus hilarans (Markl.) Ericsson
- Ranunculus hillii Lourteig
- Ranunculus × hiltonii H.Groves & J.Groves
- Ranunculus himalaicus Kadota
- Ranunculus hirsutulus W.Koch ex Dunkel
- Ranunculus hirtellus Royle
- Ranunculus hispidus Michx.
- Ranunculus holanthus (Markl.) Ericsson
- Ranunculus homophyllus Dunkel
- Ranunculus horieanus Kadota
- Ranunculus hortensis (G.Kvist) Ericsson
- Ranunculus hortobagyianus Soó
- Ranunculus hortorum (Julin) Ericsson
- Ranunculus horwoodii A.C.Leslie
- Ranunculus hostiliensis Pignatti
- Ranunculus huainingensis W.T.Wang, Zun Yang & J.Xie
- Ranunculus humillimus W.T.Wang
- Ranunculus hungaricus Soó
- Ranunculus × huttensis A.Wall
- Ranunculus hybridus Biria
- Ranunculus hydrocharoides A.Gray
- Ranunculus hydrophilus Gaudich. ex Mirb.
- Ranunculus hyperboreus Rottb.
- Ranunculus hypochromatinus  (Markl. ex Fagerstr.) Ericsson
- Ranunculus hypselus (Markl.) Ericsson
- Ranunculus hystriculus A.Gray
- Ranunculus idiophylloides (Markl. ex Fagerstr.) Ericsson
- Ranunculus idiophyllus (Markl. ex Fagerstr.) Ericsson
- Ranunculus illudens (Markl.) Ericsson
- Ranunculus illyricus L. – jaskier iliryjski
- Ranunculus imbricatus A.C.Leslie
- Ranunculus imitans (Markl.) Ericsson
- Ranunculus imitator (Julin) Ericsson
- Ranunculus imparidens (Julin) Ericsson
- Ranunculus inaequalidens (Markl.) Ericsson
- Ranunculus inaequalis (Julin) Ericsson
- Ranunculus inamoenus Greene
- Ranunculus inaptus (Julin) Ericsson
- Ranunculus inchoatus (Markl.) Ericsson
- Ranunculus incisulus (Julin) Ericsson
- Ranunculus incisurifer (Julin) Ericsson
- Ranunculus inclinatus (Rasch) Ericsson
- Ranunculus incomparabilis Janka
- Ranunculus incompletus (Fagerstr.) Ericsson
- Ranunculus inconcinnus (Julin) Ericsson
- Ranunculus inconspectiflorus (Julin) Ericsson
- Ranunculus inconspectiformis (Markl.) Ericsson
- Ranunculus inconspectus (Markl.) Ericsson
- Ranunculus indecorus W.Koch
- Ranunculus indivisus (Maxim.) Hand.-Mazz.
- Ranunculus inexspectans Dunkel
- Ranunculus inextricabilis (Julin) Ericsson
- Ranunculus infuscus (Julin) Ericsson
- Ranunculus inopinus (Markl.) Ericsson
- Ranunculus insertus G.Simpson
- Ranunculus insignis Hook.f.
- Ranunculus × intermediifolius W.Huber
- Ranunculus intervallatus (Julin) Ericsson
- Ranunculus intervallicarens (Julin) Ericsson
- Ranunculus intramongolicus  Y.Z.Zhao
- Ranunculus intricatifrons (Markl. ex Fagerstr.) Ericsson
- Ranunculus inundatus R.Br. ex DC.
- Ranunculus irregularis Dunkel
- Ranunculus islandicus (Fagerstr. & G.Kvist) Ericsson
- Ranunculus isophylloides (Julin) Ericsson
- Ranunculus isophyllus (Julin) Ericsson
- Ranunculus isthmicus Boiss.
- Ranunculus istriacus Hörandl & Gutermann
- Ranunculus jacquemontii Riedl
- Ranunculus janischevskyi Tzvelev
- Ranunculus japonicus Thunb.
- Ranunculus javanicus Blume
- Ranunculus javorkae Soó
- Ranunculus jazgulemicus Ovcz.
- Ranunculus jingyuanensis W.T.Wang
- Ranunculus jovis A. Nelson
- Ranunculus jucundus (Markl. ex Fagerstr.) Ericsson
- Ranunculus jugosus Menadue
- Ranunculus julinii Ericsson
- Ranunculus junipericola Ohwi
- Ranunculus juniperinus M.E.Jones
- Ranunculus juratensis Brodtb.
- Ranunculus kadzusensis Makino
- Ranunculus kajanensis (Markl. ex Fagerstr.) Ericsson
- Ranunculus kalinensis Jasiewicz – jaskier kaliński
- Ranunculus kamchaticus DC.
- Ranunculus karakoramicola Tamura
- Ranunculus karelicus (Markl.) Ericsson
- Ranunculus karkaralensis Schegol.
- Ranunculus karpatianus Soó
- Ranunculus kauffmannii Clerc
- Ranunculus × kelchoensis S.D.Webster
- Ranunculus kemensis (Markl. ex Fagerstr.) Ericsson
- Ranunculus kemerovensis (G.Kvist) Ericsson
- Ranunculus keniensis Milne-Redh. & Turrill
- Ranunculus kevoensis (Fagerstr. & G.Kvist) Ericsson
- Ranunculus keysseri Schltr. ex Diels
- Ranunculus kirkii Petrie
- Ranunculus kitadakeanus Ohwi
- Ranunculus kitaibelii Soó
- Ranunculus kitinensis (Fagerstr. & G.Kvist) Ericsson
- Ranunculus kittilensis (Markl. ex Fagerstr.) Ericsson
- Ranunculus klingstedtii (Markl.) Ericsson
- Ranunculus × klukii Zapal.
- Ranunculus kobendzae Halamski – jaskier Kobendzy
- Ranunculus kochii Ledeb.
- Ranunculus koeiei Rech.f.
- Ranunculus koelzii Rech.f.
- Ranunculus kohistanensis Qureshi & Chaudhri
- Ranunculus komarowii Freyn
- Ranunculus kopetdaghensis Litv.
- Ranunculus kosinensis Chugayn.
- Ranunculus kotschyi Boiss.
- Ranunculus krassnovii Ovcz.
- Ranunculus kuepferi Greuter & Burdet
- Ranunculus kujalae (Fagerstr.) Ericsson
- Ranunculus kunlunshanicus J.G.Liu
- Ranunculus kunmingensis W.T.Wang
- Ranunculus kunzii W.Koch
- Ranunculus kurdicus Greuter & Burdet
- Ranunculus kvedbyensis (Julin) Ericsson
- Ranunculus kvistii (Markl.) Ericsson
- Ranunculus kykkoensis Meikle
- Ranunculus kymmenensis Ericsson
- Ranunculus kyyhkynenii (Markl.) Ericsson
- Ranunculus lacer (Julin) Ericsson
- Ranunculus lacerescens (Julin) Ericsson
- Ranunculus × lacerus C.R.Bell
- Ranunculus lacinulatus (Julin) Ericsson
- Ranunculus laestadii Ericsson
- Ranunculus laetevirens (Markl.) Ericsson
- Ranunculus laeticolor (Markl.) Ericsson
- Ranunculus laetifrons (Markl.) Ericsson
- Ranunculus laetus Wall. ex Hook. f. & J.W. Thomson
- Ranunculus lambayequensis T.Duncan & Sagást.
- Ranunculus × lambertii A.Félix
- Ranunculus lancipetalus Griseb.
- Ranunculus landsorticola (Julin) Ericsson
- Ranunculus lanuginosus L. – jaskier kosmaty
- Ranunculus lappaceus Sm.
- Ranunculus lapponicus L.
- Ranunculus lasiocarpus C.A.Mey.
- Ranunculus lateriflorus DC.
- Ranunculus latiangulus (Fagerstr.) Ericsson
- Ranunculus latiapex (Julin) Ericsson
- Ranunculus laticrenatus Hörandl & Gutermann
- Ranunculus latidens (Cedercr.) Ericsson
- Ranunculus latifolius (Julin) Ericsson
- Ranunculus latifrons (Julin) Ericsson
- Ranunculus latiphyllarius Ericsson
- Ranunculus latisectus W.Koch
- Ranunculus latisinuatus (Cedercr.) Ericsson
- Ranunculus latisinus (Julin) Ericsson
- Ranunculus laurilaensis (Fagerstr. & G.Kvist) Ericsson
- Ranunculus lawalreei (Demarsin) Ericsson
- Ranunculus laxicaulis (Torr. & A.Gray) Darby
- Ranunculus laxus Merr.
- Ranunculus lechleri Schltdl.
- Ranunculus × lechneri Murr
- Ranunculus lecithodes (Markl.) Ericsson
- Ranunculus lepidulus (Julin) Ericsson
- Ranunculus lepidus (Markl.) Ericsson
- Ranunculus leptaleus DC.
- Ranunculus leptomeris Haas
- Ranunculus leptophyes (Markl.) Ericsson
- Ranunculus leptophyllarius  (Markl.) Ericsson
- Ranunculus leptostylus (Fagerstr.) Ericsson
- Ranunculus × levenensis Druce ex Gornall
- Ranunculus × ligulatus Melville
- Ranunculus ligusticus Pignatti
- Ranunculus limosella F.Muell. ex Kirk
- Ranunculus limoselloides Turcz.
- Ranunculus limprichtii Ulbr.
- Ranunculus linearifidus (Julin) Ericsson
- Ranunculus linearilobus Bunge
- Ranunculus linearis (Markl.) Ericsson
- Ranunculus lingua L. – jaskier wielki
- Ranunculus lingulatus Brodtb.
- Ranunculus linkolae (Markl.) Ericsson
- Ranunculus litoricola (Julin) Ericsson
- Ranunculus lobbii (Hiern) A.Gray
- Ranunculus lobulatus (Kirk) Cockayne
- Ranunculus lojkae Sommier & Levier
- Ranunculus lonchophyllariu s (Markl.) Ericsson
- Ranunculus longicaulis Ledeb. ex A.Spreng.
- Ranunculus longidens (Julin) Ericsson
- Ranunculus longimammiformis (Julin) Ericsson
- Ranunculus longimammus (Julin) Ericsson
- Ranunculus longipes Lange ex Cutanda
- Ranunculus longipilosus (Julin) Ericsson
- Ranunculus longirostris Godr.
- Ranunculus longisectus (Julin) Ericsson
- Ranunculus longistylus (Nannf.) Ericsson
- Ranunculus longivaginatus Iranshahr & Rech.f.
- Ranunculus lourteigiae H.Eichler
- Ranunculus lowii Stapf
- Ranunculus lucescens Dunkel
- Ranunculus lucorum (R.Engel) Borch.-Kolb
- Ranunculus ludovicianus Greene
- Ranunculus × luizetii Rouy
- Ranunculus lujiangensis W.T.Wang
- Ranunculus luminarius Pignatti ex Greuter
- Ranunculus lunaris Brodtb.
- Ranunculus lundbyensis (Julin) Ericsson
- Ranunculus lundevallii (Julin) Ericsson
- Ranunculus luoergaiensis L.Liu
- Ranunculus lutchuensis Nakai
- Ranunculus × lutzii A.Félix
- Ranunculus luxurians Lourteig
- Ranunculus luxuriosus (Valta) Ericsson
- Ranunculus lyallii Hook.f.
- Ranunculus lyngei (Harry Sm. ex Fagerstr. & G.Kvist) Ericsson
- Ranunculus lyratus Brodtb.
- Ranunculus macauleyi A.Gray
- Ranunculus macilentus (Markl. ex Fagerstr.) Ericsson
- Ranunculus maclovianus d'Urv.
- Ranunculus macounii Britton
- Ranunculus macrantherus (Markl.) Ericsson
- Ranunculus macranthus Scheele
- Ranunculus macrocarpellophorus (Julin) Ericsson
- Ranunculus macrodactylus (Markl.) Ericsson
- Ranunculus macropetalus DC.
- Ranunculus macrophyllarius  (Markl.) Ericsson
- Ranunculus macrophyllus Desf.
- Ranunculus macropodoides Briq.
- Ranunculus macropus Hook.f.
- Ranunculus macrorrhynchus Boiss.
- Ranunculus macrotis Brodtb.
- Ranunculus maculatus Cockayne & Allan
- Ranunculus maelarensis (Julin) Ericsson
- Ranunculus maelbyensis (Julin) Ericsson
- Ranunculus magnidens (Julin) Ericsson
- Ranunculus magnifolius (Julin) Ericsson
- Ranunculus magnimammus (Julin) Ericsson
- Ranunculus magnitorifer (Julin) Ericsson
- Ranunculus mainlingensis W.T.Wang
- Ranunculus makaluensis Kadota
- Ranunculus malinovskii Elenevsky & Derv.-Sok.
- Ranunculus mammidens A.C.Leslie
- Ranunculus mammiformidens (Julin) Ericsson
- Ranunculus mancus (Fagerstr.) Ericsson
- Ranunculus mandonianus Wedd.
- Ranunculus manifestus (Fagerstr.) Ericsson
- Ranunculus marginatus d'Urv.
- Ranunculus marginicola Jasiewicz – jaskier obrzeżony
- Ranunculus marklundii (Julin & Nannf.) Ericsson
- Ranunculus marmarosiensis Soó
- Ranunculus marschlinsii Steud.
- Ranunculus marsicus Guss. & Ten.
- Ranunculus mathei Soó
- Ranunculus matrensis Soó
- Ranunculus matsudai Hayata ex Masam.
- Ranunculus mauiensis A.Gray
- Ranunculus maurochlorus (Markl.) Ericsson
- Ranunculus mazzettii Erst
- Ranunculus medians (Markl. ex Fagerstr.) Ericsson
- Ranunculus mediocompositus  Dunkel
- Ranunculus mediocrifidus (Julin) Ericsson
- Ranunculus mediocris (Markl. ex Valta) Ericsson
- Ranunculus mediogracilis Dunkel
- Ranunculus mediosectus Hörandl & Gutermann
- Ranunculus medioviridis A.C.Leslie
- Ranunculus medioximus (Markl.) Ericsson
- Ranunculus megalocaulis Hörandl & Gutermann
- Ranunculus megalodon (Julin) Ericsson
- Ranunculus megalodontoides  (Julin) Ericsson
- Ranunculus meilixueshanicus Kadota & T.L.Ming
- Ranunculus meinshausenii Schrenk
- Ranunculus meionophyllus Ericsson
- Ranunculus melanogynus W.T.Wang
- Ranunculus melzeri Hörandl & Gutermann
- Ranunculus membranaceus Royle
- Ranunculus membranaster (Julin) Ericsson
- Ranunculus membranifolius (Kirk) Garn.-Jones
- Ranunculus mendax (Markl.) Ericsson
- Ranunculus mendosus Hörandl & Gutermann
- Ranunculus mentiens H.Eichler
- Ranunculus menyuanensis W.T.Wang
- Ranunculus mergenthaleri Borch.-Kolb
- Ranunculus meristus B.G.Briggs & Makinson
- Ranunculus mesidius (Markl.) Ericsson
- Ranunculus metabolus (Julin) Ericsson
- Ranunculus metrius (Markl. ex Fagerstr.) Ericsson
- Ranunculus mexiae (L.D.Benson) T.Duncan
- Ranunculus meyeri Harv.
- Ranunculus mgounicus Quézel
- Ranunculus michaelis Kovalevsk.
- Ranunculus micranthus Nutt.
- Ranunculus micrasterias (Fagerstr.) Ericsson
- Ranunculus microdon (Markl.) Ericsson
- Ranunculus microflorus Pakravan
- Ranunculus micronivalis Hand.-Mazz.
- Ranunculus microphyllus Hand.-Mazz.
- Ranunculus migaricus Kem.-Nath. & Chinth.
- Ranunculus millanii F.Muell.
- Ranunculus millefoliatus Vahl – jaskier wielolistny
- Ranunculus millefolius Banks & Sol.
- Ranunculus millii Boiss. & Heldr.
- Ranunculus mimulus (Markl.) Ericsson
- Ranunculus mindshelkensis B.Fedtsch.
- Ranunculus minimifolius H.Eichler
- Ranunculus minimus (L.) E.H.L.Krause
- Ranunculus minjanensis Rech.f.
- Ranunculus minor (L.Liu) W.T.Wang
- Ranunculus minutiflorus Bertero ex Phil.
- Ranunculus minutifrons (Markl. ex Valta) Ericsson
- Ranunculus minutulus (Markl.) Ericsson
- Ranunculus mirus Garn.-Jones
- Ranunculus modestifrons (Markl.) Ericsson
- Ranunculus modestipilosus (Julin) Ericsson
- Ranunculus moerkoeensis (Julin) Ericsson
- Ranunculus moeszii Soó
- Ranunculus mogoltavicus (Popov) Ovcz.
- Ranunculus monacensis Borch.-Kolb
- Ranunculus monopetalus (Julin) Ericsson
- Ranunculus monophyllus Ovcz.
- Ranunculus monroi Hook.f.
- Ranunculus monspeliacus L.
- Ranunculus montanus Willd. – jaskier górski
- Ranunculus montellii (Markl. ex Valta) Ericsson
- Ranunculus monticola (Demarsin) Ericsson
- Ranunculus montigenitus L.D.Benson
- Ranunculus montiswilhelmi P.Royen
- Ranunculus montserratii Grau
- Ranunculus moorii W.Koch ex Dunkel
- Ranunculus morii (Yamam.) Ohwi
- Ranunculus mosanus (Demarsin) Ericsson
- Ranunculus mosbachensis Haas
- Ranunculus moseleyi Hook.f.
- Ranunculus mosellanus Dunkel
- Ranunculus muelleri Benth.
- Ranunculus multicaulis D.Don ex G.Don
- Ranunculus multidens Dunkel
- Ranunculus multifidus Forssk.
- Ranunculus multilobus A.C.Leslie
- Ranunculus multipartitus (Julin) Ericsson
- Ranunculus multiscapus Hook.f.
- Ranunculus multisectus Haas
- Ranunculus multistamineus (Markl.) Ericsson
- Ranunculus multistaminifer  (Julin) Ericsson
- Ranunculus munroanus J.R.Drumm. ex Dunn
- Ranunculus munzurensis Erik & Yild.
- Ranunculus muonioensis (Montell ex Valta) Ericsson
- Ranunculus muricatus L.
- Ranunculus muscigenus W.T.Wang
- Ranunculus mutinensis Pignatti
- Ranunculus myosuroides Boiss. & Kotschy
- Ranunculus naguensis (Cedercr.) Ericsson
- Ranunculus nankotaizanus Ohwi
- Ranunculus nannfeldtii (Julin) Ericsson
- Ranunculus nanus Hook.
- Ranunculus napahaiensis W.T.Wang & L.Liao
- Ranunculus natans C.A.Mey.
- Ranunculus neapolitanus Ten.
- Ranunculus nematolobus Hand.-Mazz.
- Ranunculus nemoricola (Markl.) Ericsson
- Ranunculus nemorosifolius Hörandl & Gutermann
- Ranunculus neoascendens Dunkel
- Ranunculus neocuneatus C.C.Towns.
- Ranunculus nephrodes (Markl.) Ericsson
- Ranunculus nephromorphus (Julin) Ericsson
- Ranunculus nephrophyllus (Julin) Ericsson
- Ranunculus neumanii (Julin) Ericsson
- Ranunculus nicklesi (R.Engel) Borch.-Kolb
- Ranunculus niepolomicensis Jasiewicz – jaskier niepołomicki
- Ranunculus nigellus (Julin) Ericsson
- Ranunculus nigrescens Freyn
- Ranunculus niphophilus B.G.Briggs
- Ranunculus nipponicus Nakai
- Ranunculus nivalis L.
- Ranunculus nivicola Hook.
- Ranunculus nodiflorus L.
- Ranunculus nontunensis (Julin & Nannf.) Ericsson
- Ranunculus noricus Hörandl & Gutermann
- Ranunculus notabilis Hörandl & Gutermann
- Ranunculus notauricomus A.C.Leslie
- Ranunculus nothus (Mela) Ericsson
- Ranunculus × novae-foresta e S.D.Webster
- Ranunculus novae-zelandiae  Petrie
- Ranunculus nubigenus Humb., Bonpl. & Kunth ex DC.
- Ranunculus nubiliviridis A.C.Leslie
- Ranunculus nyalamensis W.T.Wang
- Ranunculus obesicaulis A.C.Leslie
- Ranunculus obesus Trautv.
- Ranunculus obliquifolius (Julin) Ericsson
- Ranunculus oblongus (Julin) Ericsson
- Ranunculus obovatilobatus A.C.Leslie
- Ranunculus obovatus (Julin) Ericsson
- Ranunculus obscurans (Markl.) Ericsson
- Ranunculus obscuraster (Julin) Ericsson
- Ranunculus obscurisepalus (Julin) Ericsson
- Ranunculus obscuroviridis (Julin) Ericsson
- Ranunculus obtegens (Julin) Ericsson
- Ranunculus obtruncatus (Markl.) Ericsson
- Ranunculus obtusidens (Julin) Ericsson
- Ranunculus obtusidentatus W.Koch ex Dunkel
- Ranunculus obtusidentiformis (Julin) Ericsson
- Ranunculus occidentalis Nutt.
- Ranunculus oculatidens (Markl.) Ericsson
- Ranunculus oinonenii (Valta) Ericsson
- Ranunculus olgae Regel
- Ranunculus oligandroides (Markl.) Ericsson
- Ranunculus oligandromorphus (Julin) Ericsson
- Ranunculus oligandrus (Markl.) Ericsson
- Ranunculus oligocarpos Hochst. ex A.Rich.
- Ranunculus oligodon Dunkel
- Ranunculus oligophyllus Pissjauk.
- Ranunculus ollissiponensis  Pers.
- Ranunculus olofssonii (Markl.) Ericsson
- Ranunculus ololeucos J.Lloyd
- Ranunculus omiophyllus Ten.
- Ranunculus ophiocladus (Markl. ex Fagerstr.) Ericsson
- Ranunculus ophioglossifolius Vill.
- Ranunculus opimus O.Schwarz
- Ranunculus orbicans (Markl.) Ericsson
- Ranunculus orbiculatus Blanche
- Ranunculus orbifolius (Julin) Ericsson
- Ranunculus oreionannos C.Marquand & Airy Shaw
- Ranunculus oreophytus Delile
- Ranunculus oresterus L.D.Benson
- Ranunculus ornatus (Markl.) Ericsson
- Ranunculus orozganicus Iranshahr & Rech.f.
- Ranunculus orphnodes (Markl.) Ericsson
- Ranunculus orthocladus (Markl.) Ericsson
- Ranunculus orthorhynchus Hook.
- Ranunculus ostrobottnicus (Markl. ex G.Kvist) Ericsson
- Ranunculus ovatitoratus (Julin) Ericsson
- Ranunculus ovczinnikovii Kovalevsk.
- Ranunculus ovessnovii Tzvelev
- Ranunculus oxymorphus (Markl.) Ericsson
- Ranunculus oxyodon Hörandl & Gutermann
- Ranunculus oxyspermus Willd.
- Ranunculus oz Christenh. & Byng
- Ranunculus pachycarpus B.G.Briggs
- Ranunculus pachycaulon (Nevski) Luferov
- Ranunculus pachyphyton Ericsson
- Ranunculus pachyrrhizus Hook.f.
- Ranunculus pacificus (Hultén) L.D.Benson
- Ranunculus paishanensis Kitag.
- Ranunculus palaeoeuganeus Pignatti
- Ranunculus pallasii Schltdl.
- Ranunculus palmatifidus Riedl
- Ranunculus palmgrenii (Markl.) Ericsson
- Ranunculus palmularis O.Schwarz
- Ranunculus paltamoensis (Markl. ex Fagerstr.) Ericsson
- Ranunculus paludicola (Julin) Ericsson
- Ranunculus paludosus Poir.
- Ranunculus paludum (Julin) Ericsson
- Ranunculus pamiri Korsh.
- Ranunculus pangiensis Watt
- Ranunculus pankakoskii (Markl. ex Fagerstr.) Ericsson
- Ranunculus pannonicus Soó
- Ranunculus papilionaceus (Julin) Ericsson
- Ranunculus papulentus Melville
- Ranunculus papyrocarpus Rech.f., Aellen & Esfand.
- Ranunculus paralbertsonii (Rasch) Ericsson
- Ranunculus parallelus (Julin) Ericsson
- Ranunculus paranephrophyllus (Julin) Ericsson
- Ranunculus parcipilosus (Julin) Ericsson
- Ranunculus parcisectus (Cedercr.) Ericsson
- Ranunculus parnassifolius L. – jaskier dziewięciornikolistny
- Ranunculus parobscurans Ericsson
- Ranunculus paroicus (Markl. ex Fagerstr.) Ericsson
- Ranunculus parvidens A.C.Leslie
- Ranunculus parviflorifer (Julin) Ericsson
- Ranunculus parviflorus Loefl.
- Ranunculus parvirostratus (Nannf.) Ericsson
- Ranunculus parvitorifer (Julin) Ericsson
- Ranunculus parvitorus (Julin) Ericsson
- Ranunculus parvulifactus (Julin) Ericsson
- Ranunculus parvulifrons (Markl.) Ericsson
- Ranunculus pascuinus (Hook.f.) Melville
- Ranunculus pastorum (Harry Sm.) Ericsson
- Ranunculus patens (Julin) Ericsson
- Ranunculus pathanorum Rech.f.
- Ranunculus patulidens (Julin) Ericsson
- Ranunculus patulidentiformis (Julin) Ericsson
- Ranunculus paucidentatus Schrenk
- Ranunculus paucifolius Kirk
- Ranunculus paucipetalus A.C.Leslie
- Ranunculus pauli-jordani Asch. ex Post
- Ranunculus pawlowskii Jasiewicz – jaskier Pawłowskiego
- Ranunculus pectinatilobus W.T.Wang
- Ranunculus pectinifolius (Julin) Ericsson
- Ranunculus pedatifidus Sm.
- Ranunculus pedatus Waldst. & Kit.
- Ranunculus pedemontanus Dunkel
- Ranunculus pedicellatus Hand.-Mazz.
- Ranunculus pedrottii Spinosi ex Dunkel
- Ranunculus peduncularis Sm.
- Ranunculus pegaeus Hand.-Mazz.
- Ranunculus peltatus Schrank – jaskier tarczowaty
- Ranunculus pendulus (Julin) Ericsson
- Ranunculus penicillatus (Dumort.) Bab. – włosienicznik pędzelkowaty, jaskier pędzelkowaty
- Ranunculus pensylvanicus L.f.
- Ranunculus pentadactylus Hörandl & Gutermann
- Ranunculus pentameres (Julin) Ericsson
- Ranunculus pentandrus J.M.Black
- Ranunculus pentodon (Julin) Ericsson
- Ranunculus peracris Dunkel
- Ranunculus percrassus (Julin) Ericsson
- Ranunculus × peredae M.Laínz
- Ranunculus perelegans (Cedercr.) Ericsson
- Ranunculus perfectiflorus (Julin) Ericsson
- Ranunculus pergamentaceus Ericsson
- Ranunculus pergracilis (Julin) Ericsson
- Ranunculus perindutus Merr. & L.M.Perry
- Ranunculus permiensis Chugayn.
- Ranunculus perpusillus Merr. & L.M.Perry
- Ranunculus persicus DC.
- Ranunculus peruvianus Pers.
- Ranunculus petaloideus A.C.Leslie
- Ranunculus petiolaris Humb., Bonpl. & Kunth ex DC.
- Ranunculus petiolosus (Julin) Ericsson
- Ranunculus petriei Allan
- Ranunculus petroczenkoi Vodop. ex Timokhina
- Ranunculus petrogeiton Ulbr.
- Ranunculus petroselinus Biria
- Ranunculus peyronii Briq.
- Ranunculus phaulanthus (Markl. ex Fagerstr.) Ericsson
- Ranunculus philippinensis Merr. & Rolfe
- Ranunculus philopadus Dunkel
- Ranunculus phragmiteti Haas
- Ranunculus pianmaensis W.T.Wang
- Ranunculus pichleri Freyn ex Stapf
- Ranunculus pilicauliformis  (Julin) Ericsson
- Ranunculus pilicaulis (Julin) Ericsson
- Ranunculus pilifer (F.J.F.Fisher) Heenan & P.J.Lockh.
- Ranunculus piliger (Julin) Ericsson
- Ranunculus pilipes (Markl.) Ericsson
- Ranunculus pilisiensis Soó
- Ranunculus pilosifrons (Markl. ex Fagerstr.) Ericsson
- Ranunculus pilosus Kunth
- Ranunculus pilulatus (Markl. ex Fagerstr.) Ericsson
- Ranunculus pimpinellifolius Hook.
- Ranunculus pinardii (Steven) Boiss.
- Ranunculus pindicola Dunkel
- Ranunculus pinguescens (Markl.) Ericsson
- Ranunculus pinguifolius (Rasch) Ericsson
- Ranunculus pinguis Hook.f.
- Ranunculus pinnatisectus Popov
- Ranunculus platanifolius L. – jaskier platanolistny
- Ranunculus platensis Spreng.
- Ranunculus platybasis (Markl. ex Fagerstr.) Ericsson
- Ranunculus platycolpoides (Markl.) Ericsson
- Ranunculus platycolpus (Markl.) Ericsson
- Ranunculus platyloboides (Julin) Ericsson
- Ranunculus platylobus (Julin) Ericsson
- Ranunculus platyodon (Markl. ex Fagerstr.) Ericsson
- Ranunculus platypetalus (Hand.-Mazz.) Hand.-Mazz.
- Ranunculus platyspermus Fisch. ex DC.
- Ranunculus plavensis Dunkel
- Ranunculus plebeius R.Br. ex DC.
- Ranunculus pleiophyllus Dunkel
- Ranunculus plesiolobus (Markl.) Ericsson
- Ranunculus podocarpus W.T.Wang
- Ranunculus × poellianus Murr
- Ranunculus pohleanus Tzvelev
- Ranunculus poldinii Dunkel
- Ranunculus polii Franch. ex F.B.Forbes & Hemsl.
- Ranunculus pollinensis (N.Terracc.) Chiov.
- Ranunculus poluninii P.H.Davis
- Ranunculus polyandrus (Julin) Ericsson
- Ranunculus × polyanthemoides Boreau
- Ranunculus polyanthemos L. – jaskier wielokwiatowy
- Ranunculus polyanthus (Julin) Ericsson
- Ranunculus polycarpus (Julin) Ericsson
- Ranunculus polydactyloides  (Julin) Ericsson
- Ranunculus polydactylus (Julin) Ericsson
- Ranunculus polymeres (Julin) Ericsson
- Ranunculus polymorphus All.
- Ranunculus polyphyllus Waldst. & Kit. ex Willd.
- Ranunculus polyrhizos Stephan ex Willd.
- Ranunculus polyschistoides  (Julin) Ericsson
- Ranunculus polyschistus (Markl.) Ericsson
- Ranunculus polystichus Lourteig
- Ranunculus ponojensis (Markl.) Ericsson
- Ranunculus popovii Ovcz.
- Ranunculus populago Greene
- Ranunculus porraceus Ericsson
- Ranunculus porrectidens (Julin) Ericsson
- Ranunculus porrectifidus (Julin) Ericsson
- Ranunculus porrectilobus (Julin) Ericsson
- Ranunculus porrectus G.Simpson
- Ranunculus porteri Britton
- Ranunculus pospichalii Pignatti
- Ranunculus potaninii Kom.
- Ranunculus praecellans (Markl. ex Fagerstr.) Ericsson
- Ranunculus praemorsus Humb., Bonpl. & Kunth ex DC.
- Ranunculus praetermissus Hörandl & Gutermann
- Ranunculus prasinaster (Julin) Ericsson
- Ranunculus prasinulus (Julin) Ericsson
- Ranunculus prasinus Menadue
- Ranunculus pratensis C.Presl
- Ranunculus × preaubertii A.Félix
- Ranunculus preptanthus (Markl. ex Fagerstr.) Ericsson
- Ranunculus × prietoi Cires
- Ranunculus prionodes (Markl.) Ericsson
- Ranunculus probiflorus (Markl. ex Fagerstr.) Ericsson
- Ranunculus procumbens Boiss.
- Ranunculus procurrens (Julin) Ericsson
- Ranunculus procurrentidens  (Markl. ex Fagerstr.) Ericsson
- Ranunculus procurrentiformis (Julin) Ericsson
- Ranunculus productus B.G.Briggs
- Ranunculus prolifer Reinw. ex de Vriese
- Ranunculus prolixidens (Markl. ex Fagerstr.) Ericsson
- Ranunculus prolixifidus (Julin) Ericsson
- Ranunculus prolixitorus (Markl.) Ericsson
- Ranunculus prominentilobus  A.C.Leslie
- Ranunculus pronicus A.K.Skvortsov
- Ranunculus propinquilobus (Markl.) Ericsson
- Ranunculus propinquus C.A.Mey.
- Ranunculus prorsidens (Markl.) Ericsson
- Ranunculus prosotatus Ericsson
- Ranunculus protendens (Julin) Ericsson
- Ranunculus psepharus (Markl. ex Fagerstr.) Ericsson
- Ranunculus pseudacutiuscul us (Markl.) Ericsson
- Ranunculus pseudalsaticus Dunkel
- Ranunculus pseudargoviensis Dunkel
- Ranunculus pseudoacris Tzvelev
- Ranunculus pseudoaemulans R.Doll
- Ranunculus pseudobinatus Soó
- Ranunculus pseudobscurans (Markl. ex Fagerstr.) Ericsson
- Ranunculus pseudocassubicus (Christ) Christ ex W.Koch
- Ranunculus pseudofluitans (Syme) Newbould ex Baker & Foggitt
- Ranunculus pseudohirculus (Trautv.) Schrenk
- Ranunculus pseudoincisifol ius Soó
- Ranunculus pseudolobatus L.Liu
- Ranunculus pseudolowii H.Eichler
- Ranunculus pseudomillefoliatus Grau
- Ranunculus pseudomonophyllus Timokhina
- Ranunculus pseudomontanus Schur – jaskier halny
- Ranunculus pseudopimus O.Schwarz
- Ranunculus pseudopygmaeus Hand.-Mazz.
- Ranunculus pseudosilvicola  Soó
- Ranunculus pseudotrullifolius Skottsb.
- Ranunculus pseudovertumnalis Haas
- Ranunculus psilophyllus H.Eichler
- Ranunculus psilostachys Griseb.
- Ranunculus psiloticus (Fagerstr.) Ericsson
- Ranunculus pskemensis V.N.Pavlov
- Ranunculus psychrophilus Wedd.
- Ranunculus puberulus W.Koch
- Ranunculus pubitorus A.C.Leslie
- Ranunculus pulchellus C.A.Mey.
- Ranunculus pulcher (Julin) Ericsson
- Ranunculus pulchridentatus  (Cedercr.) Ericsson
- Ranunculus pulchrifrons (Julin) Ericsson
- Ranunculus pullaster (Julin) Ericsson
- Ranunculus pullus (Markl.) Ericsson
- Ranunculus pulsatillifolius Litv.
- Ranunculus pumilio R.Br. ex DC.
- Ranunculus punctatus Jurtzev
- Ranunculus puringii Tzvelev
- Ranunculus pusillicans (Julin) Ericsson
- Ranunculus pusillidens (Markl. ex Fagerstr.) Ericsson
- Ranunculus pusillus Poir.
- Ranunculus pycnodon (Markl.) Ericsson
- Ranunculus pygmaeus Wahlenb. – jaskier karłowaty
- Ranunculus pyrenaeus L.
- Ranunculus quadrivaginatus  (Valta) Ericsson
- Ranunculus quinatus Brodtb.
- Ranunculus quinquangularis  (Julin) Ericsson
- Ranunculus raddeanus Regel
- Ranunculus radicans C.A.Mey.
- Ranunculus radinotrichus Greuter & Strid
- Ranunculus raeae Exell
- Ranunculus ranceorum de Lange
- Ranunculus rantae (Fagerstr.) Ericsson
- Ranunculus rapaicsianus Soó
- Ranunculus rastetteri Dunkel
- Ranunculus ratisbonensis Dunkel
- Ranunculus recens Kirk
- Ranunculus rectiangulus (Julin) Ericsson
- Ranunculus recticaulis Hörandl & Gutermann
- Ranunculus rectilobus A.C.Leslie
- Ranunculus rectirostris Coss. & Durieu
- Ranunculus rectistylus (Julin) Ericsson
- Ranunculus recurvatus Poir.
- Ranunculus recurvens (Fagerstr. & G.Kvist) Ericsson
- Ranunculus reflexus Garn.-Jones
- Ranunculus regelianus Ovcz.
- Ranunculus regularis (Fagerstr.) Ericsson
- Ranunculus reichenbachii Soó
- Ranunculus reichertii Dunkel
- Ranunculus remotilobus Dunkel
- Ranunculus reniformis Wall. ex Wight & Arn.
- Ranunculus reniger (Julin) Ericsson
- Ranunculus renzii Iranshahr & Rech.f.
- Ranunculus repens L. – jaskier rozłogowy
- Ranunculus reptans L. – jaskier leżący
- Ranunculus resvoll-holmseniae (Fagerstr. & G.Kvist) Ericsson
- Ranunculus retroflexus (Julin) Ericsson
- Ranunculus retusatus (Julin) Ericsson
- Ranunculus retusidens (Markl.) Ericsson
- Ranunculus retusifolius (Markl.) Ericsson
- Ranunculus retusiformis (Rasch) Ericsson
- Ranunculus retusus (Julin) Ericsson
- Ranunculus reuterianus Boiss.
- Ranunculus revelierei Boreau
- Ranunculus revuschkinii Pjak & Schegol.
- Ranunculus rheithroplesius  (Markl.) Ericsson
- Ranunculus rhombilobus Borch.-Kolb
- Ranunculus rhomboideus Goldie
- Ranunculus rigescens Turcz. ex Trautv.
- Ranunculus rigidifolius (Markl. ex Fagerstr.) Ericsson
- Ranunculus rionii Lagger
- Ranunculus robertsonii Benth.
- Ranunculus roborascens (Markl. ex Fagerstr.) Ericsson
- Ranunculus robusticaulis (Julin) Ericsson
- Ranunculus robustifolius (Julin) Ericsson
- Ranunculus robustifrons (Markl.) Ericsson
- Ranunculus roessleri Borch.-Kolb
- Ranunculus × rohlenae Domin
- Ranunculus rostratulus Borch.-Kolb
- Ranunculus rotarius (Markl.) Ericsson
- Ranunculus rotundatus Borch.-Kolb
- Ranunculus rotundellus (Markl.) Ericsson
- Ranunculus rotundidens (Julin) Ericsson
- Ranunculus rotundilobus A.C.Leslie
- Ranunculus royi G.Simpson
- Ranunculus rubellinodes (Markl. ex Fagerstr.) Ericsson
- Ranunculus rubellus (Julin) Ericsson
- Ranunculus rubicundulus (Markl. ex Fagerstr.) Ericsson
- Ranunculus rubrocalyx Regel ex Kom.
- Ranunculus rubrosepalus (Julin) Ericsson
- Ranunculus rubroviolaceus (Julin) Ericsson
- Ranunculus rufosepalus Franch.
- Ranunculus rugegensis Engl.
- Ranunculus rumelicus Griseb.
- Ranunculus ruscinonensis Landolt
- Ranunculus sabinei R.Br.
- Ranunculus saelanii (Fagerstr.) Ericsson
- Ranunculus sagittifolius Hook.
- Ranunculus sahendicus Boiss. & Buhse
- Ranunculus sajanensis Popov
- Ranunculus salasii Standl.
- Ranunculus samojedorum Rupr.
- Ranunculus sandemarensis (Julin) Ericsson
- Ranunculus sandwithii Lourteig
- Ranunculus saniculifolius Viv.
- Ranunculus sapozhnikovii Schegol.
- Ranunculus sarasiniorum Warb. ex P.Sarasin & Sarasin
- Ranunculus sardous Crantz – jaskier sardyński
- Ranunculus sartorianus Boiss. & Heldr.
- Ranunculus saruwagedicus H.Eichler
- Ranunculus saturicolor (Markl. ex Fagerstr.) Ericsson
- Ranunculus savonicus (Markl. ex Fagerstr.) Ericsson
- Ranunculus scalaridens (Markl.) Ericsson
- Ranunculus scaldianus (Demarsin) Ericsson
- Ranunculus scapiger Hook.
- Ranunculus sceleratus L. – jaskier jadowity
- Ranunculus schennikovii Ovcz. ex Tzvelev
- Ranunculus schilleri Soó
- Ranunculus schischkinii Revuschkin
- Ranunculus schmakovii Erst
- Ranunculus schmalhausenii Luferov
- Ranunculus schoddei H.Eichler ex P.Royen
- Ranunculus schurianus Soó
- Ranunculus schwarzii Jasiewicz – jaskier Schwarza
- Ranunculus schweinfurthii Boiss.
- Ranunculus × scissus W.Huber
- Ranunculus scotinus (Markl.) Ericsson
- Ranunculus scrithalis Garn.-Jones
- Ranunculus × segretii A.Félix
- Ranunculus seguieri Vill.
- Ranunculus semicassubicus (Markl.) Ericsson
- Ranunculus semiorbicularis  (Julin) Ericsson
- Ranunculus semiverticillatus Phil.
- Ranunculus septempartitus Ericsson
- Ranunculus sepulcralis A.C.Leslie
- Ranunculus serbicus Vis. – jaskier serbski
- Ranunculus sericeus Banks & Sol.
- Ranunculus sericocephalus Hook.f.
- Ranunculus sericophyllus Hook.f.
- Ranunculus serpens Schrank – jaskier gajowy
- Ranunculus serratifrons (Markl.) Ericsson
- Ranunculus serratus (Julin) Ericsson
- Ranunculus sessiliflorus R.Br. ex DC.
- Ranunculus sessilis (S.Watson) Christenh. & Byng
- Ranunculus setaceus Rodway
- Ranunculus sewerzowii Regel
- Ranunculus shanyangensis M.R.Luo & L.Zhao
- Ranunculus shinano-alpinus  Ohwi
- Ranunculus siamensis M.Tamura
- Ranunculus sibboensis (Markl.) Ericsson
- Ranunculus sidereus (Julin) Ericsson
- Ranunculus sieboldii Miq.
- Ranunculus sierrae-orientalis (L.D.Benson) G.L.Nesom
- Ranunculus sikkimensis Hand.-Mazz.
- Ranunculus silanus Pignatti
- Ranunculus silerifolius H.Lév.
- Ranunculus silvestris (Julin) Ericsson
- Ranunculus simensis Fresen.
- Ranunculus similis Hemsl.
- Ranunculus simplicior (Fagerstr. & G.Kvist) Ericsson
- Ranunculus simulans Garn.-Jones
- Ranunculus sinclairii Hook.f.
- Ranunculus singularis (Fagerstr. & G.Kvist) Ericsson
- Ranunculus sinovaginatus W.T.Wang
- Ranunculus sintenisii Freyn
- Ranunculus sippolaensis (Fagerstr.) Ericsson
- Ranunculus sjoersii (Julin & Nannf.) Ericsson
- Ranunculus slovacus Soó
- Ranunculus smirnovii Ovcz.
- Ranunculus snaeckstavikensis (Julin) Ericsson
- Ranunculus sojakii Iranshahr & Rech.f.
- Ranunculus sonckii (Markl. ex G.Kvist) Ericsson
- Ranunculus songaricus Schrenk
- Ranunculus sooi Borsos
- Ranunculus sorviodurus Dunkel
- Ranunculus sosnowskyi Kem.-Nath.
- Ranunculus sotkamoensis Ericsson
- Ranunculus spado (Julin) Ericsson
- Ranunculus spaniophyllus Lourteig
- Ranunculus sparsidens (Markl. ex Fagerstr.) Ericsson
- Ranunculus sparsipubescens  (Demarsin) Ericsson
- Ranunculus spathulilobus A.C.Leslie
- Ranunculus spectabilis (Markl.) Ericsson
- Ranunculus spegazzinii Lourteig
- Ranunculus sphaerospermus Boiss. & Blanche
- Ranunculus sphinx Brodtb.
- Ranunculus spicatus Desf.
- Ranunculus spissidens (Markl. ex Fagerstr.) Ericsson
- Ranunculus spissus (Julin) Ericsson
- Ranunculus × spitsbergensis Hadac
- Ranunculus sprunerianus Boiss.
- Ranunculus spryginii Tzvelev
- Ranunculus stabilis (Markl.) Ericsson
- Ranunculus stagnalis Hochst. ex A.Rich.
- Ranunculus staubii Soó
- Ranunculus stellaris Brodtb.
- Ranunculus stenocolpus (Markl. ex Fagerstr.) Ericsson
- Ranunculus stenodes (Cedercr.) Ericsson
- Ranunculus stenodon (Markl.) Ericsson
- Ranunculus stenorhynchus Franch.
- Ranunculus stenoschistus (Markl.) Ericsson
- Ranunculus stewartii Riedl
- Ranunculus stipitatilobus A.C.Leslie
- Ranunculus stipitatus A.C.Leslie
- Ranunculus stojanovii Delip.
- Ranunculus straussii Bornm.
- Ranunculus stricticaulis W.Koch
- Ranunculus strigillosus Boiss. & A.Huet
- Ranunculus strigulosus Schur – jaskier rdzawy
- Ranunculus strongylus (Markl. ex Fagerstr.) Ericsson
- Ranunculus stylosus H.D.Wilson & Garn.-Jones
- Ranunculus styriacus Hörandl & Gutermann
- Ranunculus × subacri-bulbosus Wesm.
- Ranunculus subbrevis (Julin) Ericsson
- Ranunculus subcarniolicus Dunkel
- Ranunculus subcarpaticus Soó
- Ranunculus subconjungens (Markl.) Ericsson
- Ranunculus subcorymbosus Kom.
- Ranunculus subcrassus (Julin) Ericsson
- Ranunculus subdecumbens (Nannf. & Harry Sm.) Ericsson
- Ranunculus subfirmicaulis (Markl.) Ericsson
- Ranunculus subfuscus (Julin) Ericsson
- Ranunculus subglaber (Julin) Ericsson
- Ranunculus subglaucescens (Nannf.) Ericsson
- Ranunculus subglechomoides  Dunkel
- Ranunculus × subhirsutus Brügger
- Ranunculus subhomophyllus (Halácsy) Vierh.
- Ranunculus subindivisus (Markl.) Ericsson
- Ranunculus subinermis (Fagerstr.) Ericsson
- Ranunculus sublaetevirens (Julin) Ericsson
- Ranunculus sublinearis (Markl. ex G.Kvist) Ericsson
- Ranunculus sublongimammus (Julin) Ericsson
- Ranunculus submarginatus Ovcz.
- Ranunculus subnemoricola (Markl.) Ericsson
- Ranunculus subobtusulus (Julin) Ericsson
- Ranunculus suborbicularis Dunkel
- Ranunculus subpannonicus Soó
- Ranunculus subpinnatus Wight & Arn.
- Ranunculus subrigescens Ovcz.
- Ranunculus subrigidus W.B.Drew
- Ranunculus subrobustus (Julin) Ericsson
- Ranunculus subscaposus Hook.f.
- Ranunculus subtatricus Jasiewicz – jaskier podtatrzański
- Ranunculus subtectus (Fagerstr.) Ericsson
- Ranunculus subtenuis (Markl.) Ericsson
- Ranunculus subtilis Trautv.
- Ranunculus subtruncatus W.Koch ex Brodtb.
- Ranunculus subvastisectus Ericsson
- Ranunculus sudermannicus Ericsson
- Ranunculus suevicus Borch.-Kolb
- Ranunculus sulphureus Sol.
- Ranunculus sundaicus (Backer) H.Eichler
- Ranunculus sundinii (Julin) Ericsson
- Ranunculus supernumerarius (Julin) Ericsson
- Ranunculus supracondemiensis Grau, Ehr.Bayer & G.López
- Ranunculus supramedialis (Julin) Ericsson
- Ranunculus suprasilvaticus  Dunkel
- Ranunculus surrejanus A.C.Leslie
- Ranunculus suukensis N.Busch
- Ranunculus svirensis (Markl.) Ericsson
- Ranunculus sychnodon (Markl.) Ericsson
- Ranunculus sychnoschistus (Cedercr.) Ericsson
- Ranunculus sylviae Gamisans
- Ranunculus sylvicola (Wimm. & Grab.) A.Nyár.
- Ranunculus symmetricidens A.C.Leslie
- Ranunculus symmetrus (Markl.) Ericsson
- Ranunculus szaferi Jasiewicz – jaskier Szafera
- Ranunculus tabescens (Fagerstr.) Ericsson
- Ranunculus tachiroei Franch. & Sav.
- Ranunculus taigaensis Timokhina
- Ranunculus taisanensis Hayata
- Ranunculus taiwanensis Y.C.Liu & F.Y.Lu
- Ranunculus tehuelchicus Christenh. & Byng
- Ranunculus tembensis Fresen.
- Ranunculus tenebricans (Markl.) Ericsson
- Ranunculus tenebricaster (Julin) Ericsson
- Ranunculus tenebrosus (Markl.) Ericsson
- Ranunculus tenerescens (Markl.) Ericsson
- Ranunculus teneriusculus (Markl. ex Fagerstr.) Ericsson
- Ranunculus tengchongensis W.T.Wang
- Ranunculus tenuilobus Regel ex Kom.
- Ranunculus tenuirostrus J.Q.Fu
- Ranunculus tenuisectus (Julin) Ericsson
- Ranunculus tenuistylus (Markl. ex Fagerstr.) Ericsson
- Ranunculus termei Iranshahr & Rech.f.
- Ranunculus ternatus Thunb.
- Ranunculus tersiflorus (Valta) Ericsson
- Ranunculus testiculatus Crantz
- Ranunculus tetrandrus W.T.Wang
- Ranunculus thasius Halácsy
- Ranunculus thora L. – jaskier okrągłolistny
- Ranunculus thracicus Azn.
- Ranunculus tinctapex Ericsson
- Ranunculus tinctigemmatus (Markl.) Ericsson
- Ranunculus tinctisepalus (Markl.) Ericsson
- Ranunculus tinctivaginatus  (Julin) Ericsson
- Ranunculus toftensis A.C.Leslie
- Ranunculus tongrenensis W.T.Wang
- Ranunculus tornensis (Markl. ex Fagerstr.) Ericsson
- Ranunculus totipetalus A.C.Leslie
- Ranunculus trahens (T.Duncan) G.L.Nesom
- Ranunculus transalaicus Tzvelev
- Ranunculus transiens (Vollm.) Borch.-Kolb
- Ranunculus transiliensis Popov ex Gamajun.
- Ranunculus transkuopioensis (Markl.) Ericsson
- Ranunculus transtibiscensis Soó
- Ranunculus transversalis (Julin) Ericsson
- Ranunculus tranzschelii (Fagerstr.) Ericsson
- Ranunculus trautmannii Soó
- Ranunculus trautvetterianus C. Regel ex Ovcz.
- Ranunculus triangularis W.T.Wang
- Ranunculus trichocarpus Boiss. & Kotschy
- Ranunculus trichophyllus Chaix – włosienicznik skąpopręcikowy, jaskier skąpopręcikowy
- Ranunculus trichopus (Julin) Ericsson
- Ranunculus tridactylus H.Eichler
- Ranunculus tridens Ridl.
- Ranunculus tridentifer (Markl.) Ericsson
- Ranunculus trigonus Hand.-Mazz.
- Ranunculus trilobulatus (Julin) Ericsson
- Ranunculus trilobus Desf.
- Ranunculus trinus (Markl. ex Fagerstr.) Ericsson
- Ranunculus tripartitus DC.
- Ranunculus triplex (Julin) Ericsson
- Ranunculus triplodontus Melville
- Ranunculus trisulcus (Markl. ex Fagerstr.) Ericsson
- Ranunculus triternatus A.Gray
- Ranunculus trivedii Aswal & Mehrotra
- Ranunculus trivialis (Julin) Ericsson
- Ranunculus trullifolius Hook.f.
- Ranunculus truniacus Hörandl & Gutermann
- Ranunculus tuberosus Lapeyr. – jaskier gajowy
- Ranunculus turczaninovii (Luferov) Vorosch.
- Ranunculus tureholmiensis (Julin) Ericsson
- Ranunculus turkestanicus Franch.
- Ranunculus turneri Greene
- Ranunculus tusbyensis (Markl.) Ericsson
- Ranunculus tutus (Fagerstr. & G.Kvist) Ericsson
- Ranunculus tuvinicus Erst
- Ranunculus udicola Hörandl & Gutermann
- Ranunculus uncinatus D.Don ex G.Don
- Ranunculus uncostigma Merr. & L.M.Perry
- Ranunculus undosus Melville
- Ranunculus uniflorus Phil. ex Reiche
- Ranunculus unguis-cati P.H.Davis
- Ranunculus unipetalus A.C.Leslie
- Ranunculus urbicola (Fagerstr. & G.Kvist) Ericsson
- Ranunculus urjalensis (Markl.) Ericsson
- Ranunculus urvilleanus Cheeseman
- Ranunculus uryuensis Kadota
- Ranunculus ussuriensis Kom.
- Ranunculus ustulatus (Markl. ex Fagerstr.) Ericsson
- Ranunculus uttaranchalensi s Pusalkar & D.K.Singh
- Ranunculus uxoris (Julin) Ericsson
- Ranunculus vadincisus A.C.Leslie
- Ranunculus vaginifer (Julin & Nannf.) Ericsson
- Ranunculus valdesii Grau
- Ranunculus × valesiacus Suter
- Ranunculus validicaulis A.C.Leslie
- Ranunculus validus (Markl.) Ericsson
- Ranunculus valtae (Fagerstr.) Ericsson
- Ranunculus vanensis P.H.Davis
- Ranunculus vanneromii (Demarsin) Ericsson
- Ranunculus varangerensis (Fagerstr. & G.Kvist) Ericsson
- Ranunculus variabilis Hörandl & Gutermann
- Ranunculus variantifrons (Markl. ex Fagerstr.) Ericsson
- Ranunculus varicus O.Schwarz
- Ranunculus varipetalus A.C.Leslie
- Ranunculus vastifolius (Julin) Ericsson
- Ranunculus vastisectus (Markl.) Ericsson
- Ranunculus velutinus Ten.
- Ranunculus venetus Huter ex Landolt
- Ranunculus venustus (Julin) Ericsson
- Ranunculus vermirrhizus A.P.Khokhr.
- Ranunculus vernus K.F.Schimp. & Spenn.
- Ranunculus veronicae N.Böhling
- Ranunculus verticillatus Kirk
- Ranunculus vertumnaliformis Dunkel
- Ranunculus vertumnalis O.Schwarz
- Ranunculus vertumnus (C.D.K.Cook) Luferov
- Ranunculus vestergrenii (Julin) Ericsson
- Ranunculus vestitus Wall.
- Ranunculus viadensis (Julin) Ericsson
- Ranunculus viburgensis (Markl.) Ericsson
- Ranunculus victoriensis B.G.Briggs
- Ranunculus villarsii DC.
- Ranunculus villosus DC.
- Ranunculus vindobonensis Hörandl & Gutermann
- Ranunculus viridis H.D.Wilson & Garn.-Jones
- Ranunculus viridissimus A.C.Leslie
- Ranunculus viriditorus (Markl. ex Fagerstr.) Ericsson
- Ranunculus × virzionensis A.Félix
- Ranunculus vitellinus (Markl. ex Fagerstr.) Ericsson
- Ranunculus vjatkensis Tzvelev
- Ranunculus volkensii Engl.
- Ranunculus vorkutensis Tzvelev
- Ranunculus vulgoramosus A.P.Khokhr.
- Ranunculus vuolijokiensis Ericsson
- Ranunculus vvedenskyi Ovcz.
- Ranunculus vytegrensis (Fagerstr.) Ericsson
- Ranunculus wahgiensis H.Eichler
- Ranunculus wallichianus Wight & Arn.
- Ranunculus walo-kochii Hörandl & Gutermann
- Ranunculus waltersii A.C.Leslie
- Ranunculus wangianus Q.E.Yang
- Ranunculus waziristanicus Qureshi & Chaudhri
- Ranunculus weberbaueri (Ulbr.) Lourteig
- Ranunculus weddellii Lourteig
- Ranunculus wendelboi Iranshahr & Rech.f.
- Ranunculus wettsteinii Dörfl.
- Ranunculus weyleri Marès
- Ranunculus wraberi Pignatti
- Ranunculus wrayensis A.C.Leslie
- Ranunculus wutaishanicus W.T.Wang
- Ranunculus xinningensis W.T.Wang
- Ranunculus yanshanensis W.T.Wang
- Ranunculus yaoanus W.T.Wang
- Ranunculus yatsugatakensis  Honda & Kumaz.
- Ranunculus yechengensis W.T.Wang
- Ranunculus yinshanensis (Y.Z.Zhao) Y.Z.Zhao
- Ranunculus yinshanicus (Y.Z. Zhao) Y.Z. Zhao
- Ranunculus yunnanensis Franch.
- Ranunculus × yvesii Burnat
- Ranunculus zaghei Parsa
- Ranunculus zapalowiczii Pacz.
- Ranunculus zaplatys (Julin) Ericsson
- Ranunculus zenjanensis Iranshahr & Rech.f.
- Ranunculus zhouquensis W.T.Wang
- Ranunculus zhungdianensis W.T.Wang
- Ranunculus zinselianus Dunkel
- Ranunculus zmudae Jasiewicz – jaskier Żmudy